# Empúries
Empuries (Empúries en catalan et  officiellement, plus rarement Ampurias, en castillan), est un port antique gréco-romain, situé sur la commune de L'Escala, près de Gérone, en Catalogne (Espagne).
Empúries vient du latin Emporiæ, issu lui-même du grec Ἐμπόριον / Emporion, signifiant « marché », « entrepôt ».
Fondée vers 580 av. J.-C. par des colons phocéens, comme comptoir - emporion - la ville fut ensuite occupée par les Romains, et presque abandonnée au haut Moyen Âge, après avoir donné son nom au comté d'Empúries.

## Histoire
Le site archéologique présente en réalité trois ensembles radicalement différents et séparés géographiquement, correspondant à trois étapes distinctes d'occupation :
- la Paléopolis, cité des fondateurs (42° 08′ 23″ N, 3° 07′ 05″ E)
- la Néapolis, nouvelle ville grecque (42° 08′ 05″ N, 3° 07′ 14″ E)
- la ville romaine, située en hauteur (42° 08′ 01″ N, 3° 07′ 03″ E)

### Période grecque
Vers 600 av. J.-C., les Phocéens, venant de la cité grecque de Phocée, en Ionie (Asie Mineure), fondent des villes autour de la Méditerranée, dont Massalia (Marseille) et Alalia (Aléria, Corse, vers 565). Peu après, la fondation de Massalia, ils créent un comptoir nommé Emporion (Ampurias). Le mot grec emporion désigne un comptoir destiné au commerce, par opposition aux colonies de peuplement.

#### La Paléopolis
Ces fondateurs phocéens choisissent de s'établir sur une île proche de la côte, de dimensions modestes et facile à défendre, dominant une anse aménageable en port, ce qui est loin d'être un cas isolé en Méditerranée : Syracuse, Tarente et bien d'autres cités présentent une configuration géographique similaire au moment de leur fondation.
Cette Paléopolis (nom donné par les archéologues au site du premier établissement phocéen), ancien îlot aujourd'hui rattaché au continent par l'envasement du port antique, reste mal connue, car de nos jours en totalité occupée par le village de Sant Martí d'Empúries. De fait très peu de fouilles ont pu être entreprises en cet endroit habité et très resserré. Elles ont révélé quelques vestiges romains et médiévaux, ainsi qu'une courte section d'enceinte grecque, probablement du IVe siècle av. J.-C.

#### La Néapolis

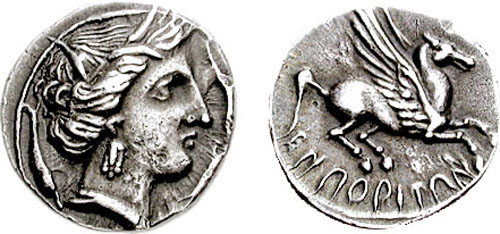
Didrachme d'Emporion (EMΠOPITΩN), période -241/-218. Tête d'Aréthuse (Perséphone) ; Pégase et trois dauphins.

En -546, les habitants de Phocée sont chassés de leur cité ionienne, détruite par les conquérants perses de Cyrus le Grand. Forcés à l'exode, ils affluent vers leurs colonies, dont Emporion : l'îlot fondateur se trouve alors surpeuplé, et les nouveaux habitants vont s'établir de l'autre côté du port, dans des maisons à la grecque, faites de petites pièces construites selon la place disponible. Ces constructions en dehors du site de la Paléopolis établissent une nouvelle ville (appelée la Néapolis par les archéologues). La construction d'une enceinte fortifiée pour protéger cette partie de la ville devient alors nécessaire. Les imposants vestiges de cette muraille sont encore visible au sud du site de la Néapolis.

### La période romaine
Emporion, par sa parenté et ses relations avec Massalia, se trouvait aux IIIe et IIe siècles av. J.-C. une cité alliée aux Romains. Scipion l'Africain débarqua à Emporion en -218 avec l'intention de couper l'arrière-garde de l'armée d'Hannibal qui s'avançait vers l'Italie. C'est aussi à partir d'Emporion que Caton l'Ancien, en -195, pacifie les indigènes de toute la région.
Puis la ville finit par perdre son autonomie, et l'installation des vétérans de Pompée, en -45, en fait la très romaine Emporiæ.
La nouvelle ville romaine, bien différente des deux premiers établissements grecs qui continuent cependant à exister, est établie sur le large plateau qui domine le port et les quartiers grecs. Il devait y avoir un certain contraste entre d'un côté les artisans et le petit peuple du port s'activant dans les ruelles basses, et de l'autre les riches négociants romains établis en hauteur dans leurs vastes et somptueuses domus.
La ville atteint son apogée aux Ier et IIe siècles. De nos jours, seul un cinquième du site romain a été fouillé.

### Du Moyen Âge à nos jours

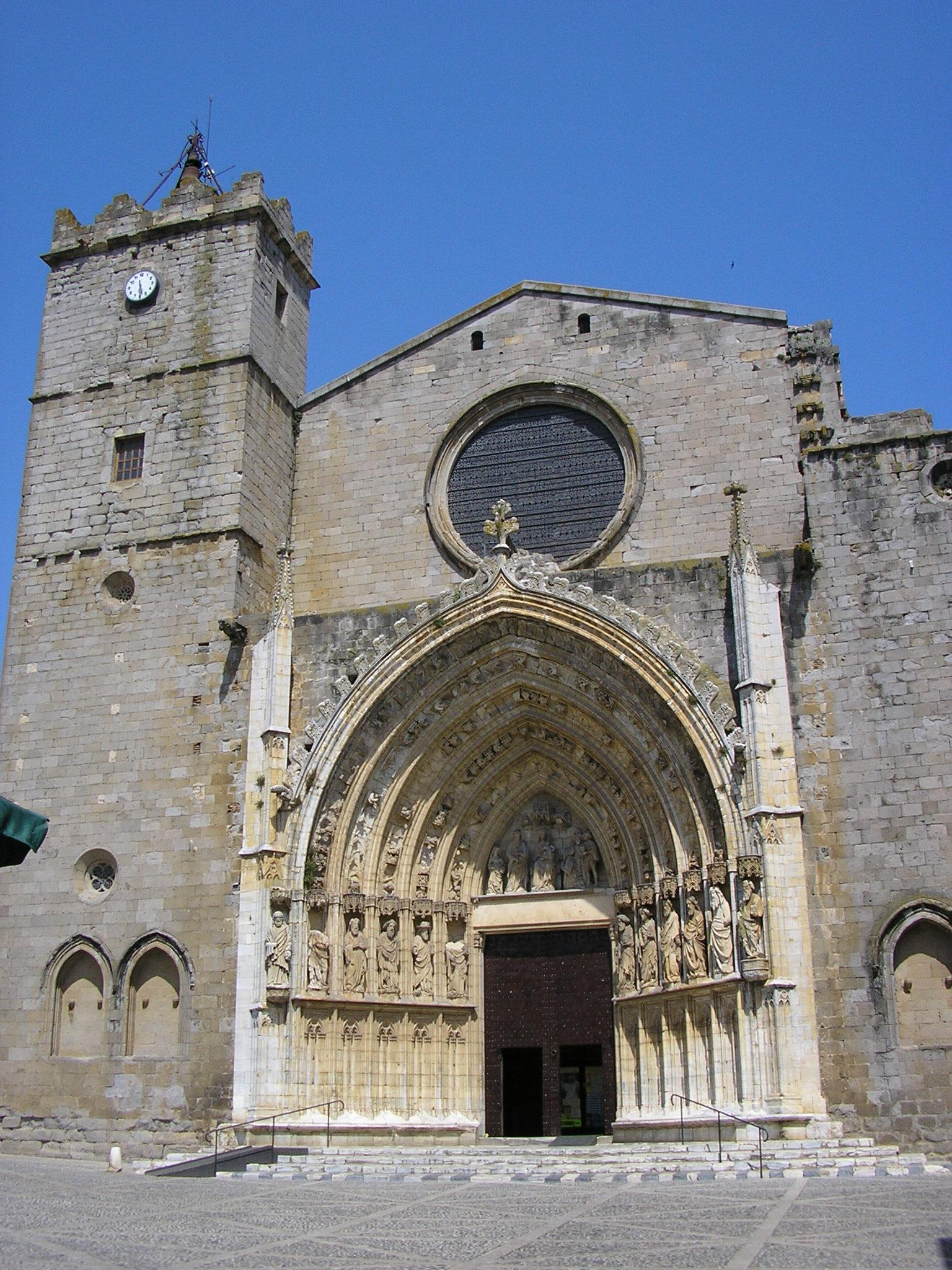
Cathédrale de Castelló d'Empúries, avec son portail gothique

La ville est détruite à la fin du IIIe siècle par une invasion venue du nord, à l'origine de la basilique paléochrétienne visible de nos jours, siège d'un épiscopat wisigothique. Cet établissement est à son tour saccagé par une invasion normande.
Les musulmans arrivent en 718 et trouvent des habitants dans l'ancien îlot fondateur sur lequel s'élève aujourd'hui le village de Sant Martí d'Empúries. Ils l'occupent donc un temps, puis ce furent les Francs, et Charlemagne, qui y établit une garnison solide. C'est ainsi, nous dit Éginhard (tome I) que le comte Ermengol mit les musulmans en déroute, capturant huit navires et repoussant les autres vers Majorque.
L'endroit étant devenu peu à peu insalubre, les populations des alentours se regroupèrent pour fonder, à 15 km vers le nord, la cité épiscopale de Castelló d'Empúries, où l'on vit se construire une magnifique cathédrale, d'abord romane, puis gothique.
Des moines, établis sur le site antique, fondèrent le couvent de Sainte Marie de Grâce, au-dessus de la Néapolis, là où se trouve actuellement le musée monographique.

## Le site archéologique

### La ville grecque

#### La Palaiápolis

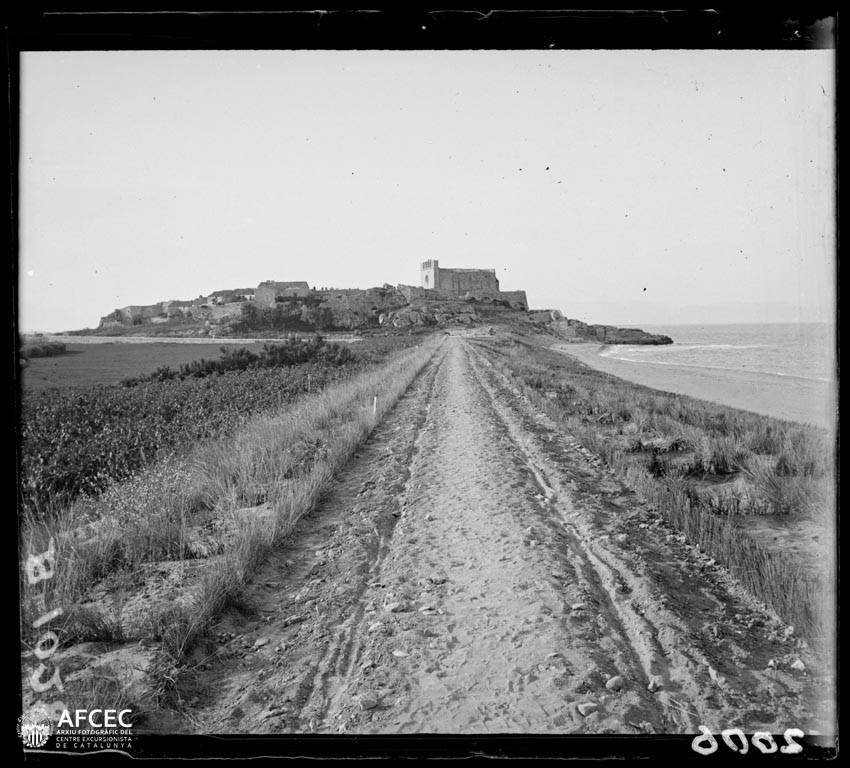
La Palaia Polis et le port antique envasé, en 1907.

L'île où se trouvait la cité grecque de Palaiápolis se trouve actuellement rattachée au continent. Cette île porte la ville médiévale de Sant Martí d'Empúries, tandis que la partie qui était auparavant le port est enfouie dans les sédiments et recouverte de vergers. Cette zone, restée habitée depuis l’Antiquité, a peu été fouillée. Il semble qu'après la fondation de Néápolis, Palaiápolis ait été utilisée comme une acropole comportant forteresse et temple. Strabon parle d'un temple dédié à Artémis situé sur cette île.

#### La Néapolis

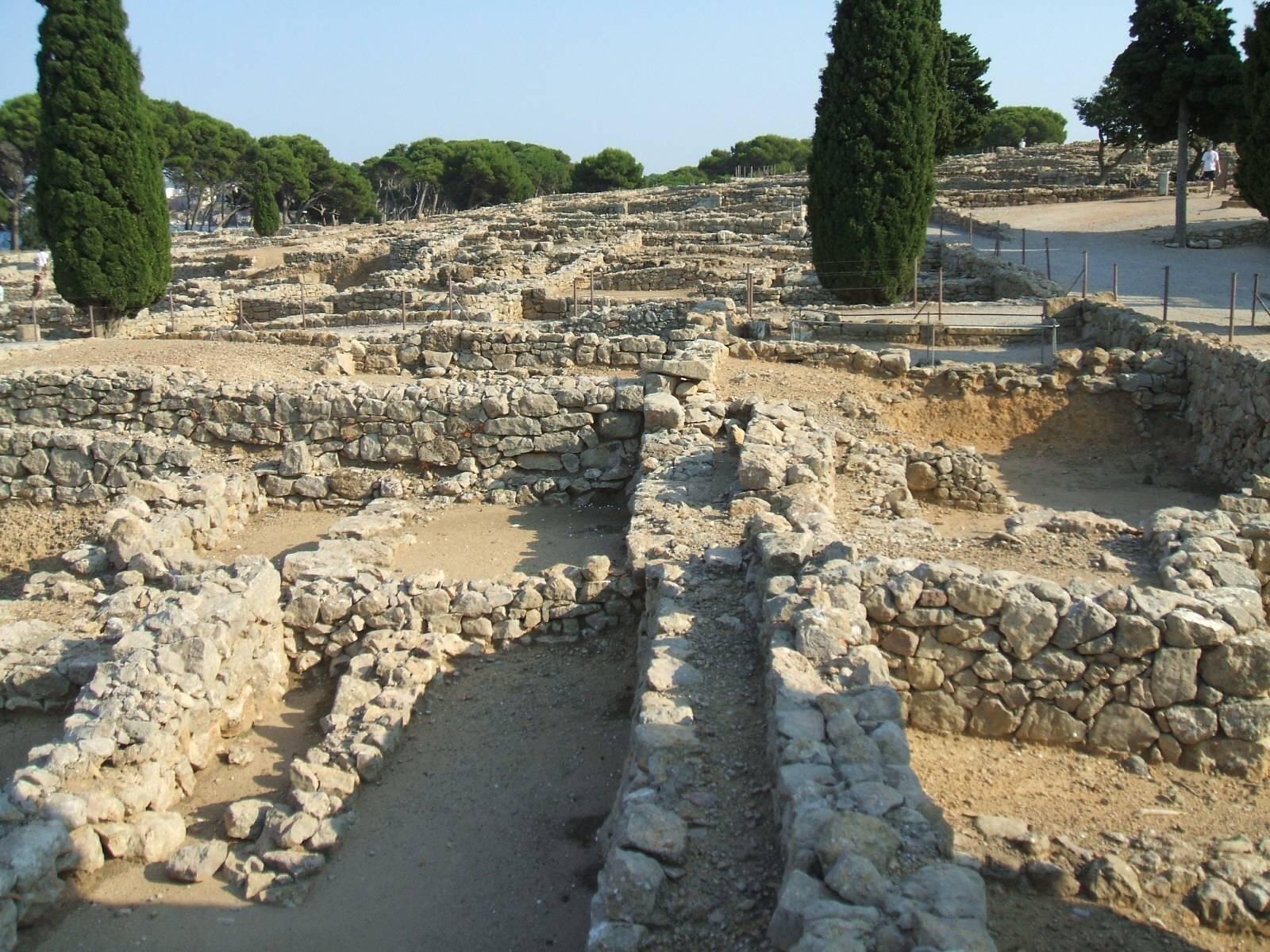
Vue générale de la Néapolis.

Le visiteur moderne entre dans le site par une porte de la nouvelle enceinte grecque, d'aspect très redoutable, avec ses tours et murailles en grand appareil. Puis il parcourt le dédale des ruelles, rencontrant un habitat simple et accueillant : l'entrée des maisons conserve des mosaïques de petits galets, parfois avec des paroles de bienvenue encore lisibles, comme cette inscription « HΔY KOITOΣ » (èdu koïtos), qui signifie en grec « agréable repos ».

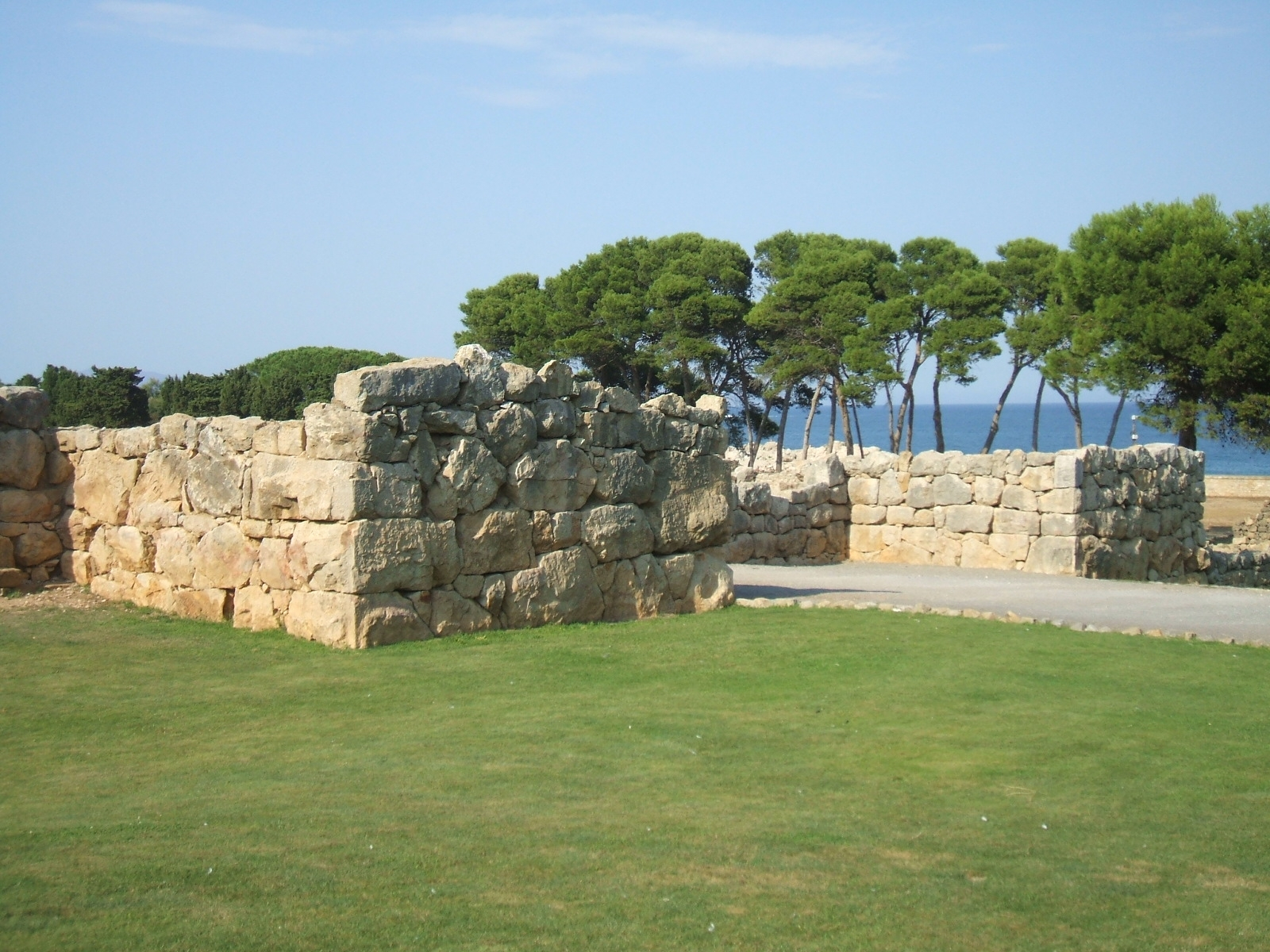
Porte sud de la muraille de la Néapolis
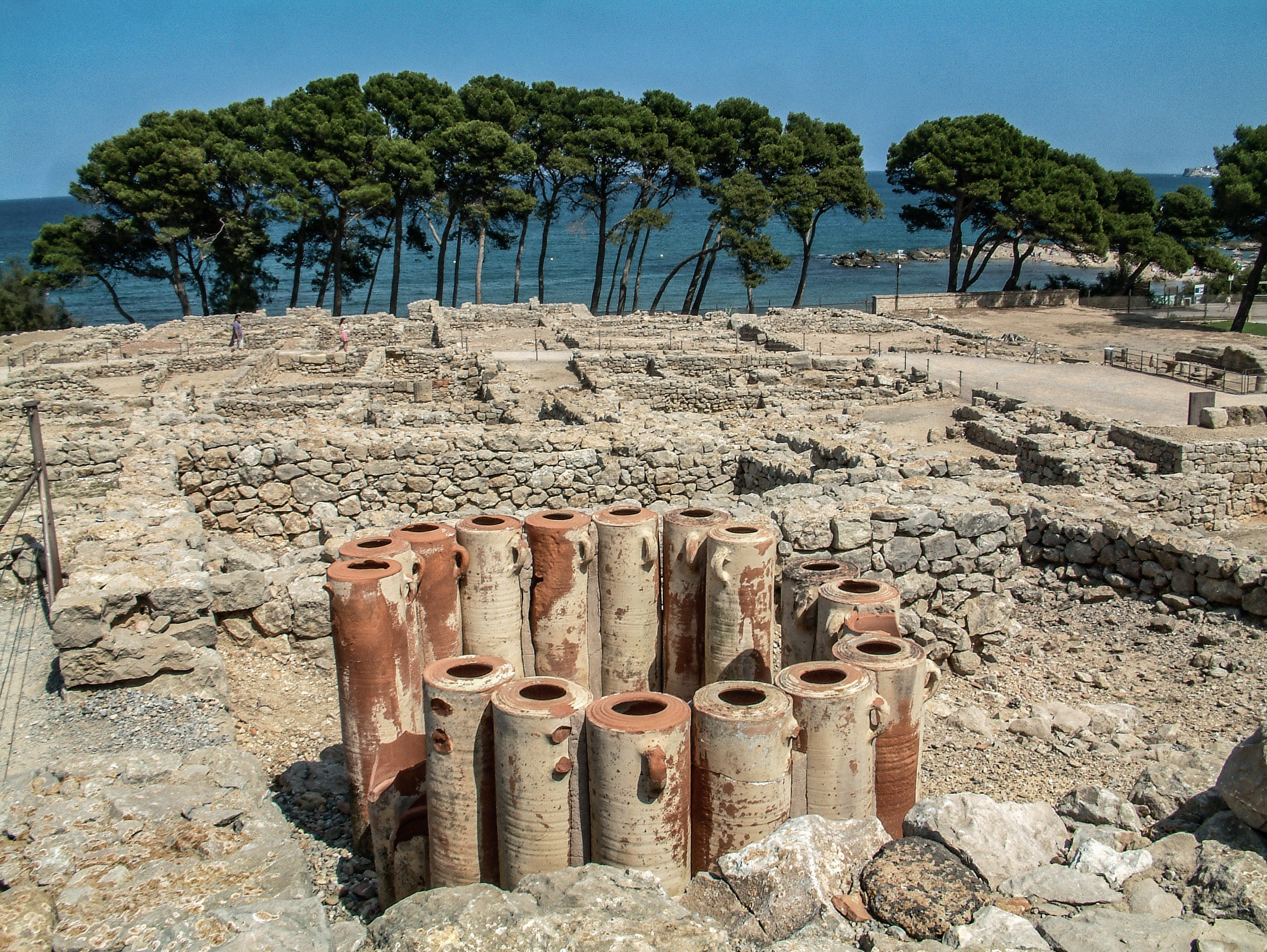
Filtration d'eau en terre cuite, Néapolis
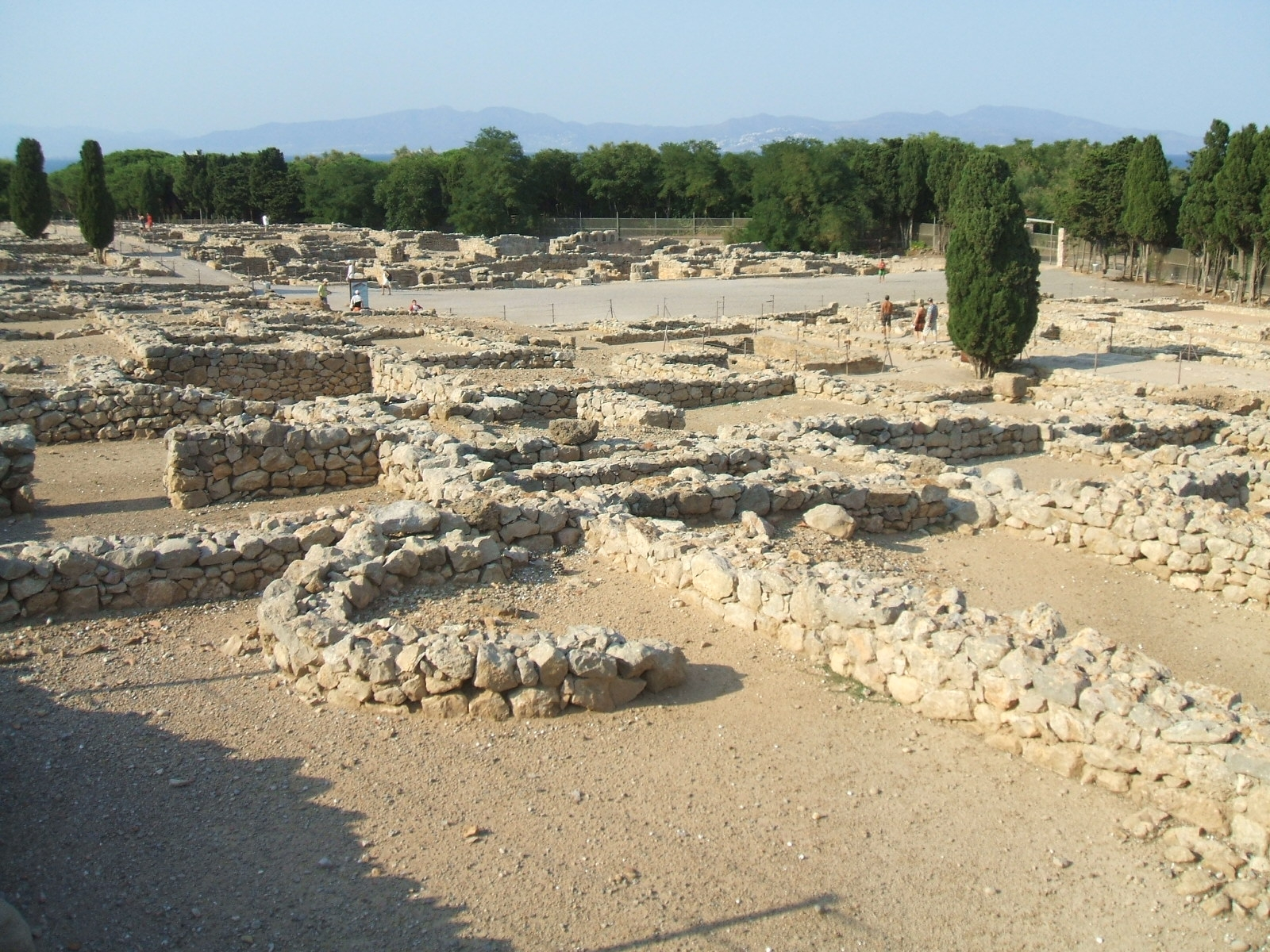
L'agora
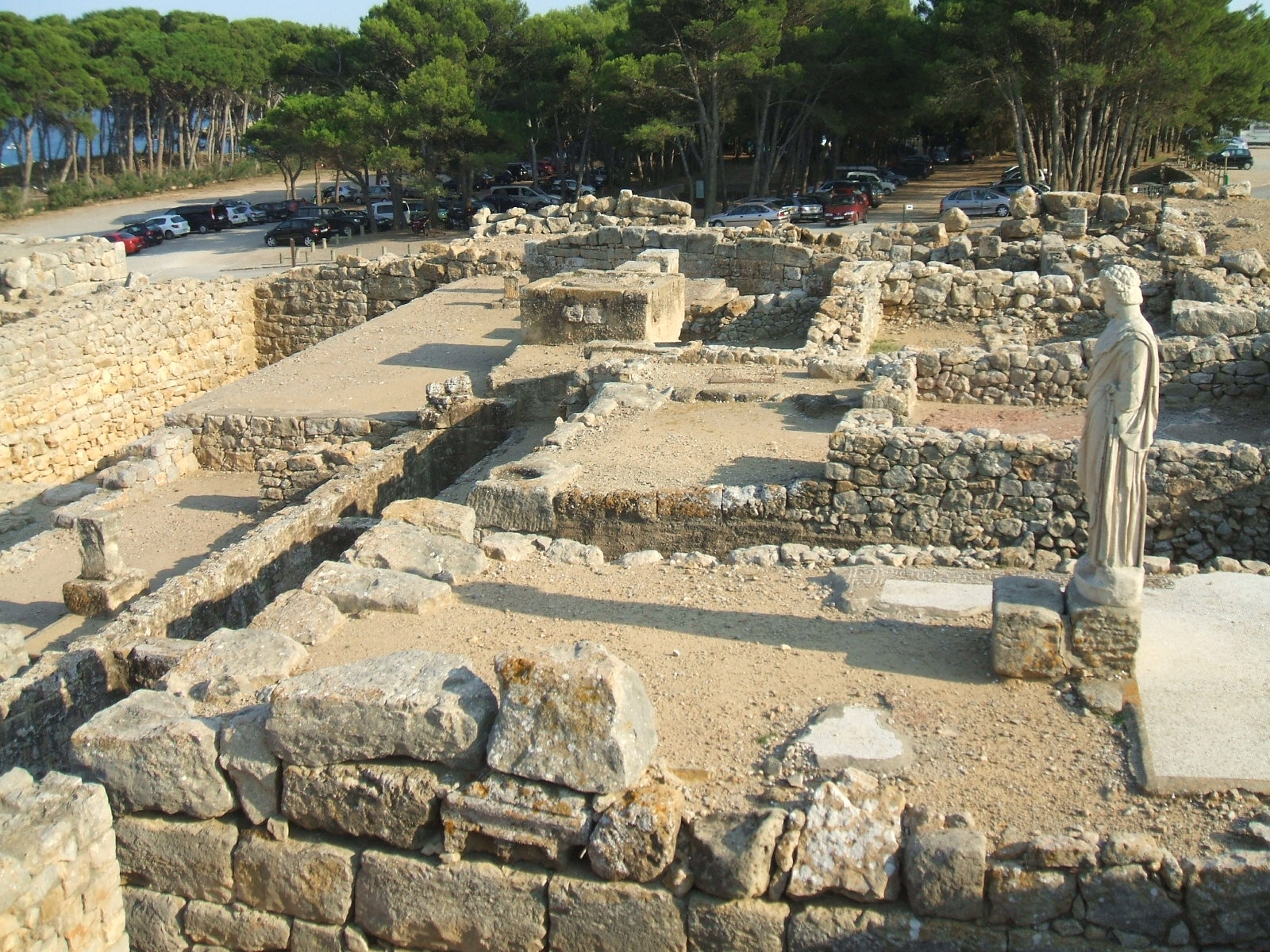
L'Asklépiéion (sanctuaire d'Asclépios)
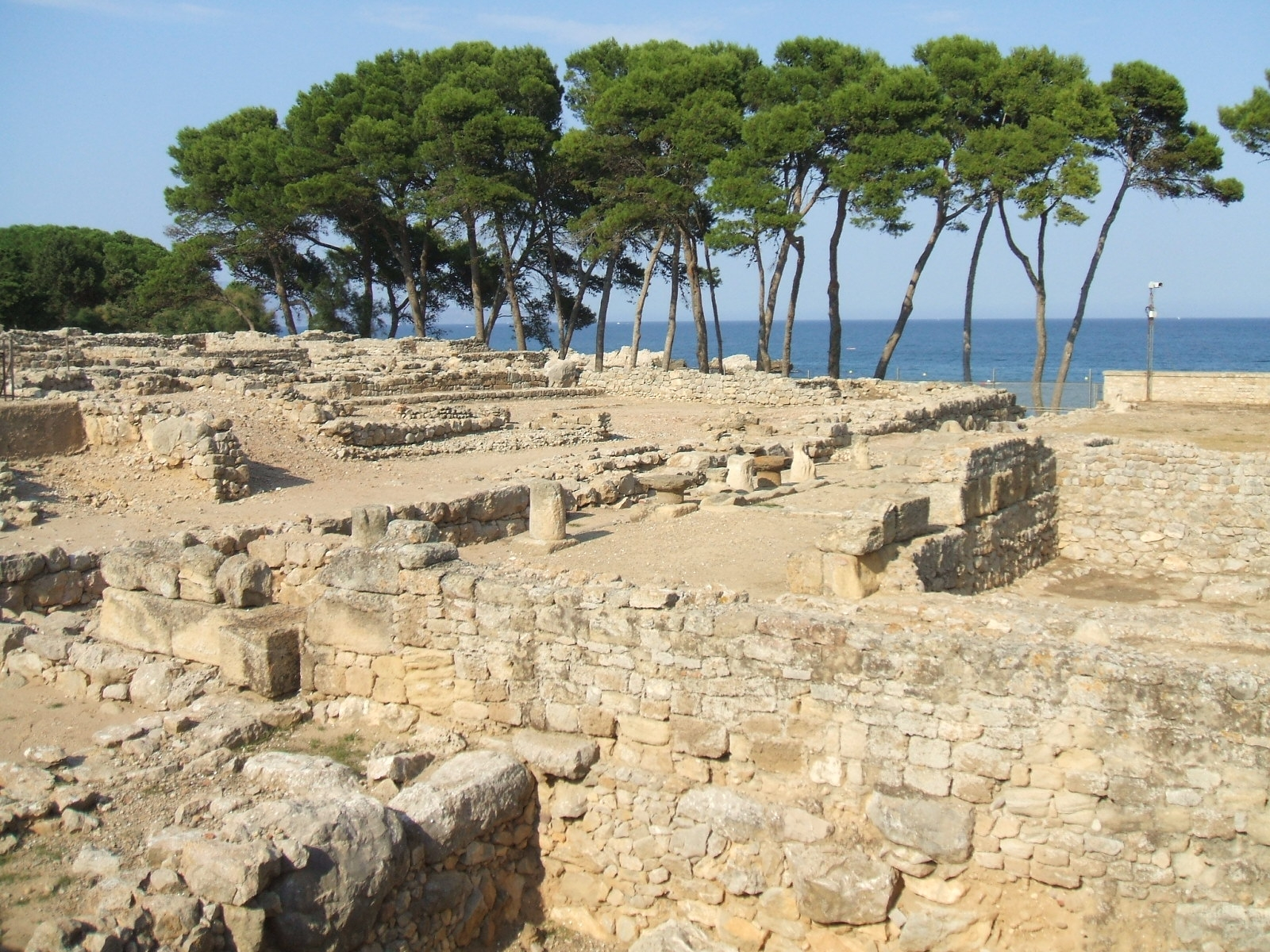
Le Sérapiéion (Temple d'Isis et de Zeus Sérapis)
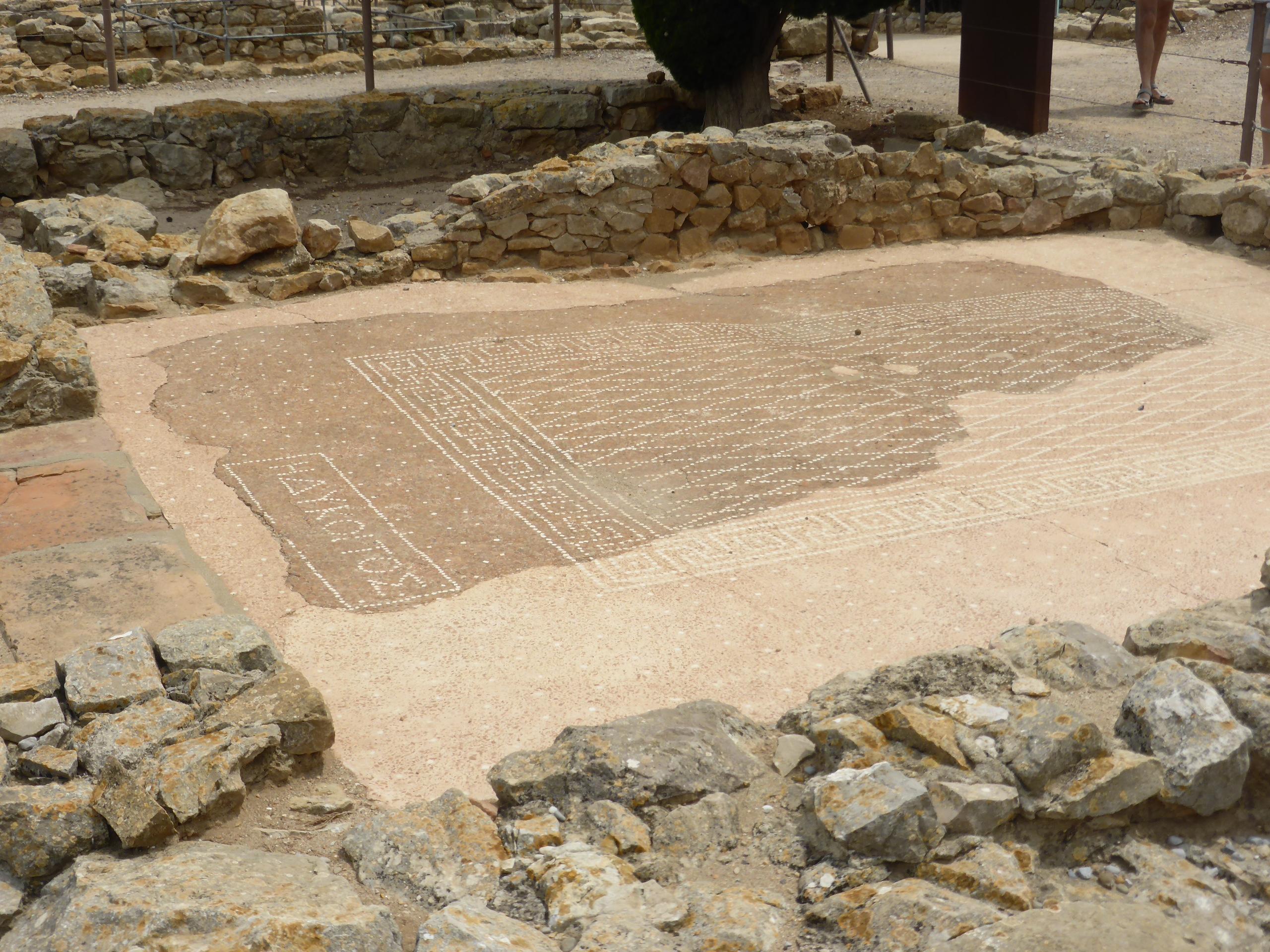
Pavement avec l'inscription HΔY KOITOΣ « Reposez-vous bien »

### La ville romaine

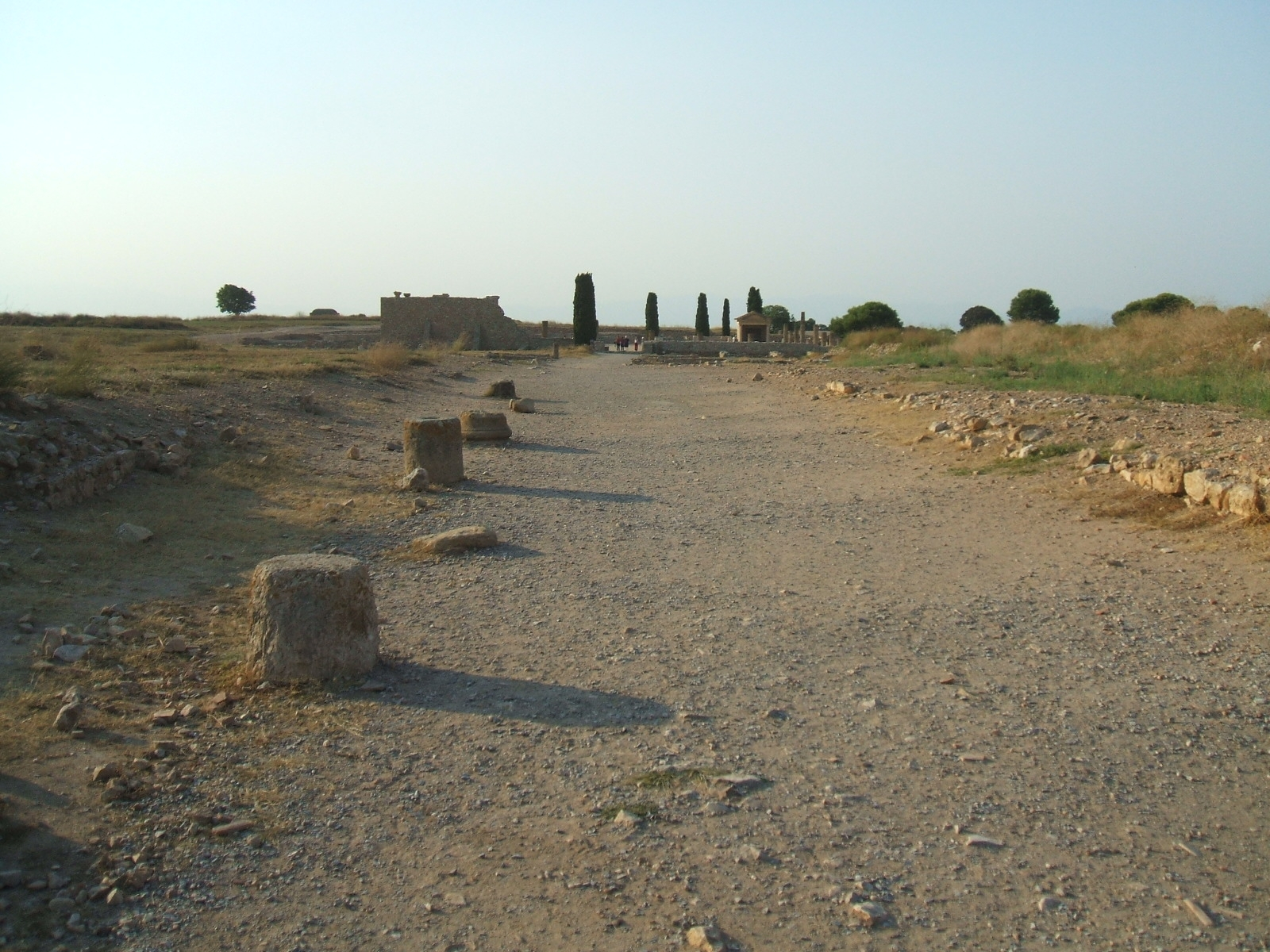
Le Cardo Maximus

La ville romaine est établie sur le large plateau qui domine le port et l'établissement grec. Aujourd'hui à peine un cinquième de la ville romaine a été fouillé ; ont notamment été dégagés le front sud du rempart romain, les fondations de l'amphithéâtre, le forum, des thermes, et trois domus. Le tracé des rues, rectilignes et orthogonales (les cardo et decumanus), est parfaitement visible.

#### L'enceinte romaine

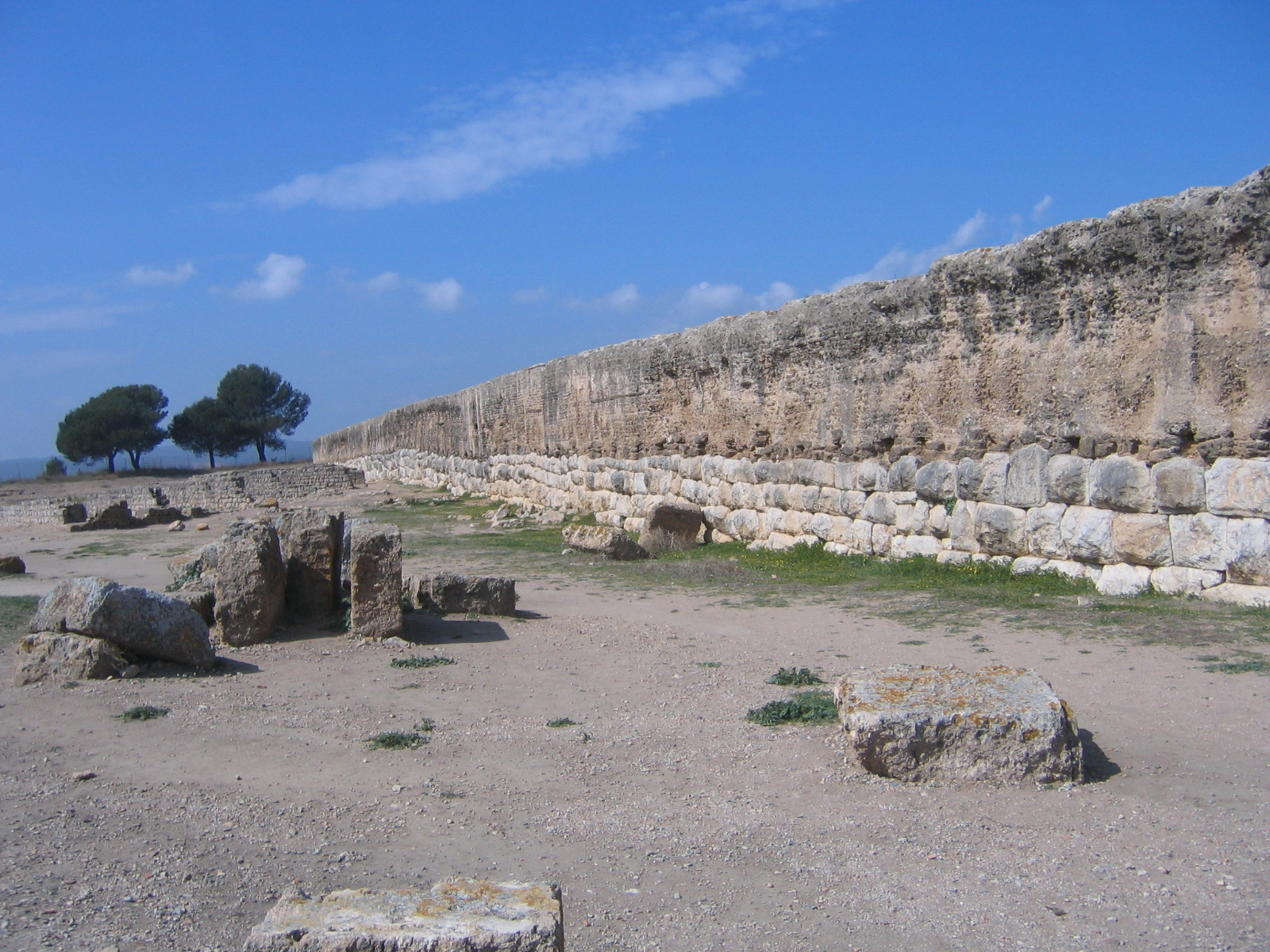
Enceinte romaine et amphithéâtre

L'enceinte, de plan rectangulaire, entourait, de manière plus symbolique que défensive au regard des vestiges conservés, l'intégralité de l'établissement romain, soit une superficie d'environ 22 hectares. Le pan oriental de l'enceinte, qui séparait la ville grecque de la ville romaine, fut démantelé peu après sa construction, pour une raison qui demeure encore inconnue à ce jour. Les tronçons septentrionaux et occidentaux sont très ruinés, mais le pan méridional de la muraille est très bien conservé.

La muraille sud est construite sur une base puissante, faite de grands blocs, et surmontée autrefois d'un parement maçonné qui encadrait un remplissage de gravats, qui reste encore en place aujourd'hui. Deux portes s'ouvrent dans ce pan de mur, une au sud-ouest, et l'autre au niveau du cardo maximus, axe nord-sud allant au forum.

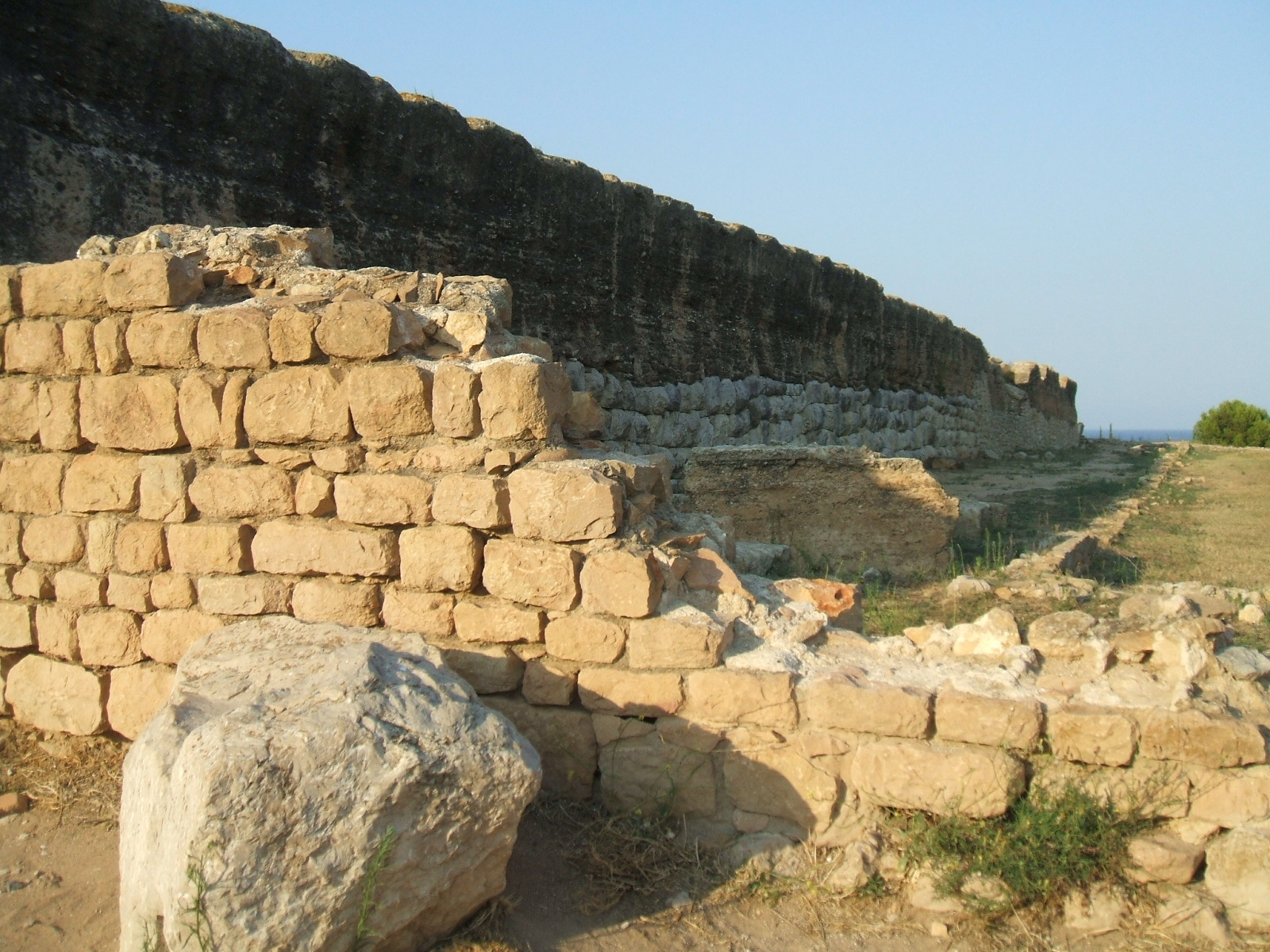
La muraille sud
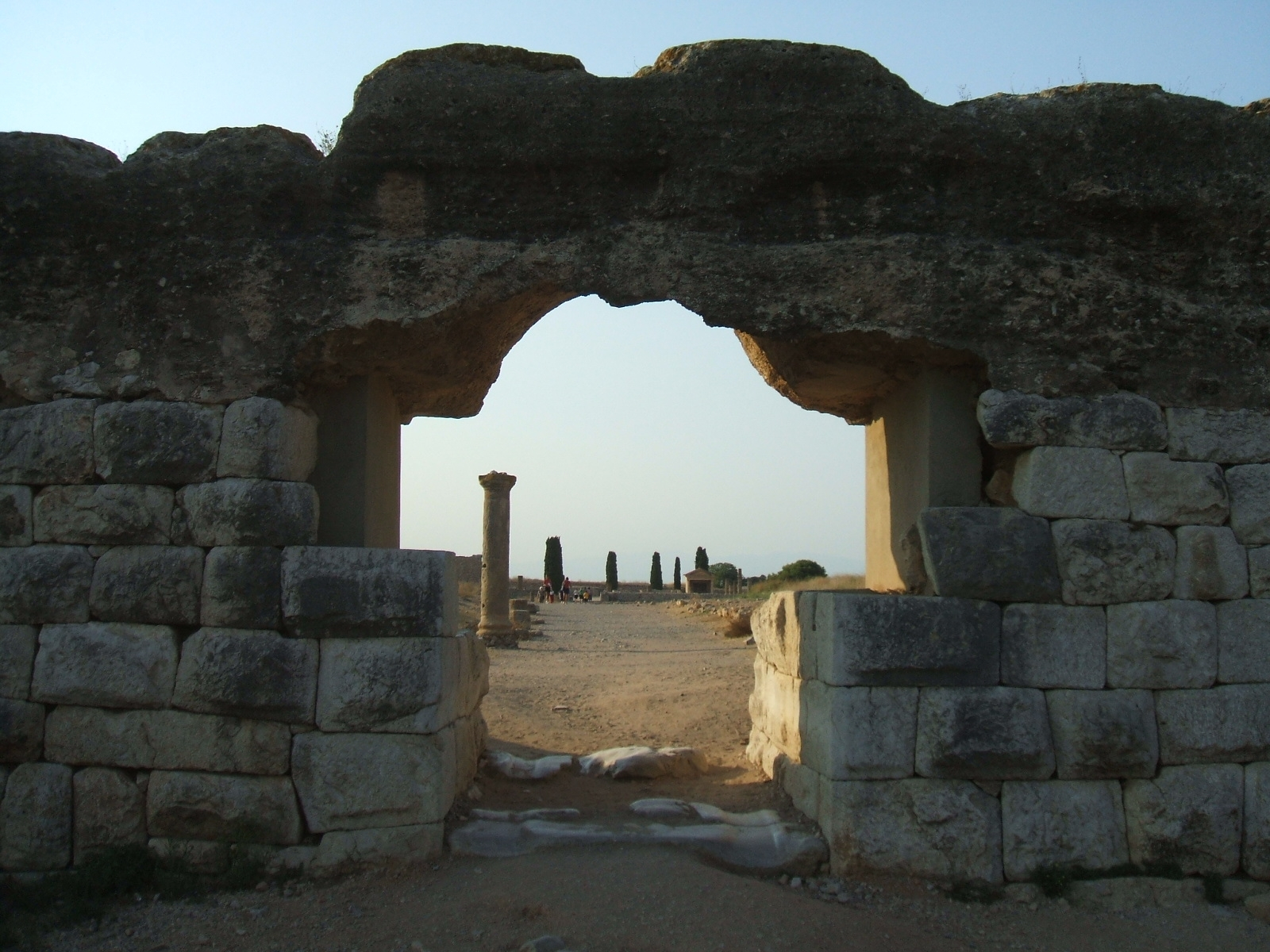
Porte sud, ouvrant vers le Cardo Maximus
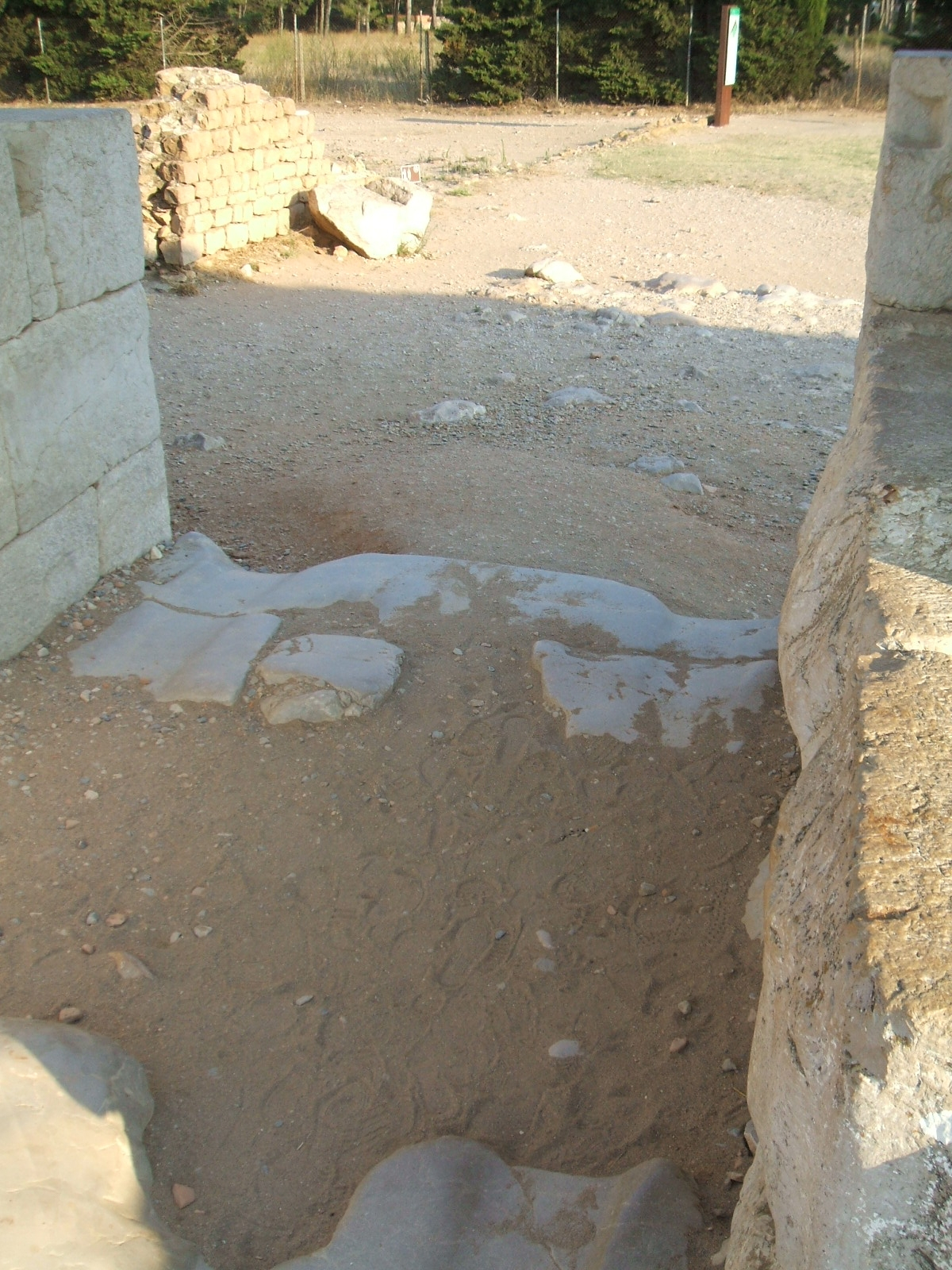
Porte sud : dalle du seuil

#### L'amphithéâtre

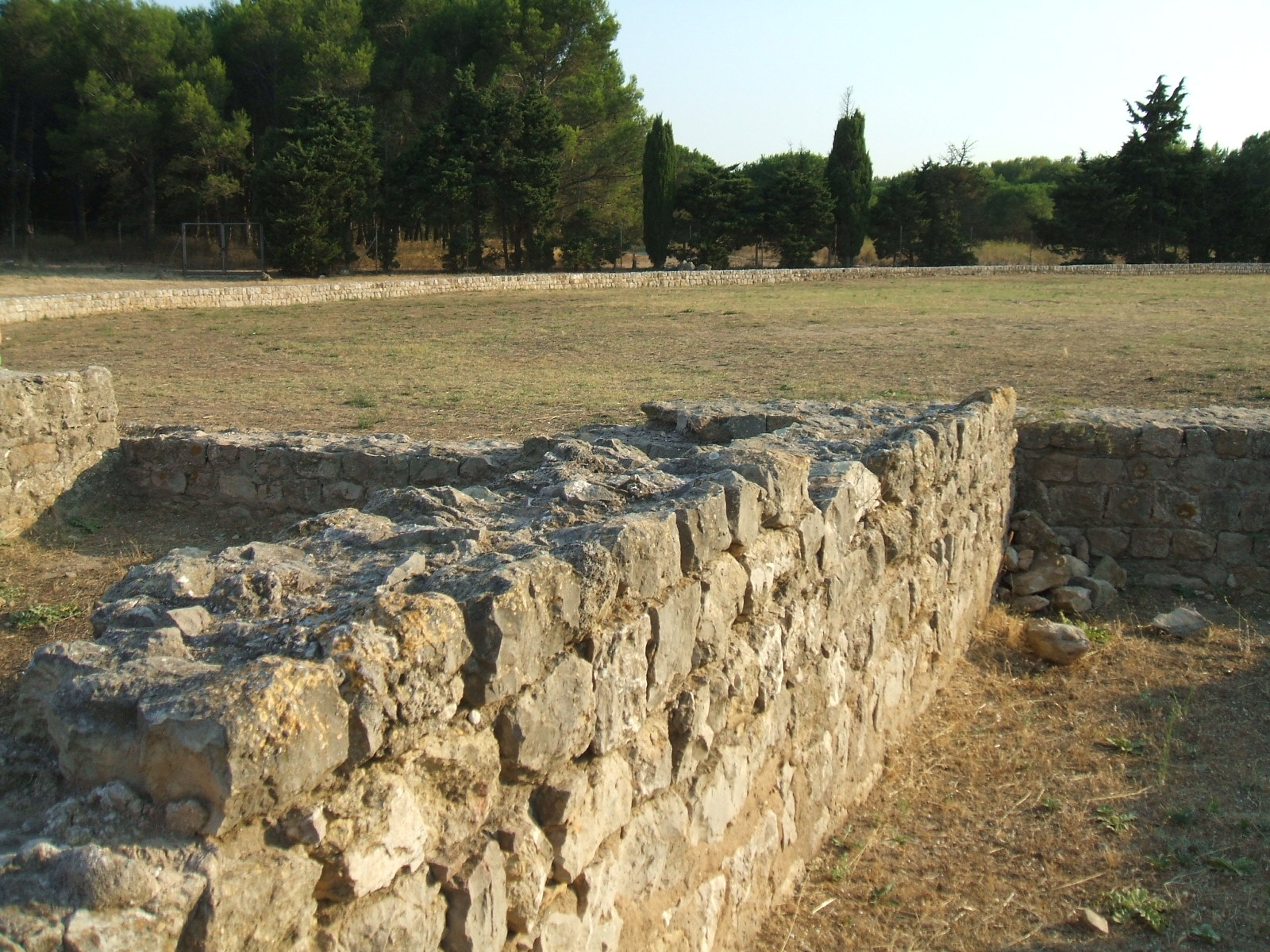
Fondations de l'amphithéâtre.

L'amphithéâtre, extérieur à la muraille (42° 07′ 48″ N, 3° 07′ 02″ E), est très modeste, mais bien lisible au sol : on voit bien la forme assez allongée de l'arène, ainsi que les murs rayonnants des fondations de la cavea.

#### Le forum
L'implantation du forum sur un espace incluant deux insulae est prévue dès la fondation de la ville romaine. L'évolution historique et architecturale du forum est ensuite assez complexe, et certaines zones d'ombre subsistent encore aujourd'hui.
De l'état premier du forum, datant de l'époque républicaine tardive, on ne connaît avec précision que les côtés nord et sud. Au sud s'élevait un bâtiment à usage commercial, et au nord un temple, voué à la Triade Capitoline, entouré d'une double colonnade s'élevant sur un cryptoportique, délimitant ainsi une aire sacrée. De cet ensemble il ne subsiste plus aujourd'hui que les fondations du podium et du cryptoportique.
À l'époque d'Auguste (Ier siècle av. J.-C.), le forum républicain est profondément remanié : l'aire sacré du temple capitolin est ceinte d'une muraille, la place est repavée en grès, et un nouveau portique construit. Ce portique, supporté par des colonnes d'ordre ionique, a été partiellement reconstitué. Une basilique, dont il ne reste que quelques fondations, est adjointe au côté est de la place. Enfin, deux petites chapelles furent établies de part et d'autre du grand temple. Une d'entre elles a été intégralement reconstituée.

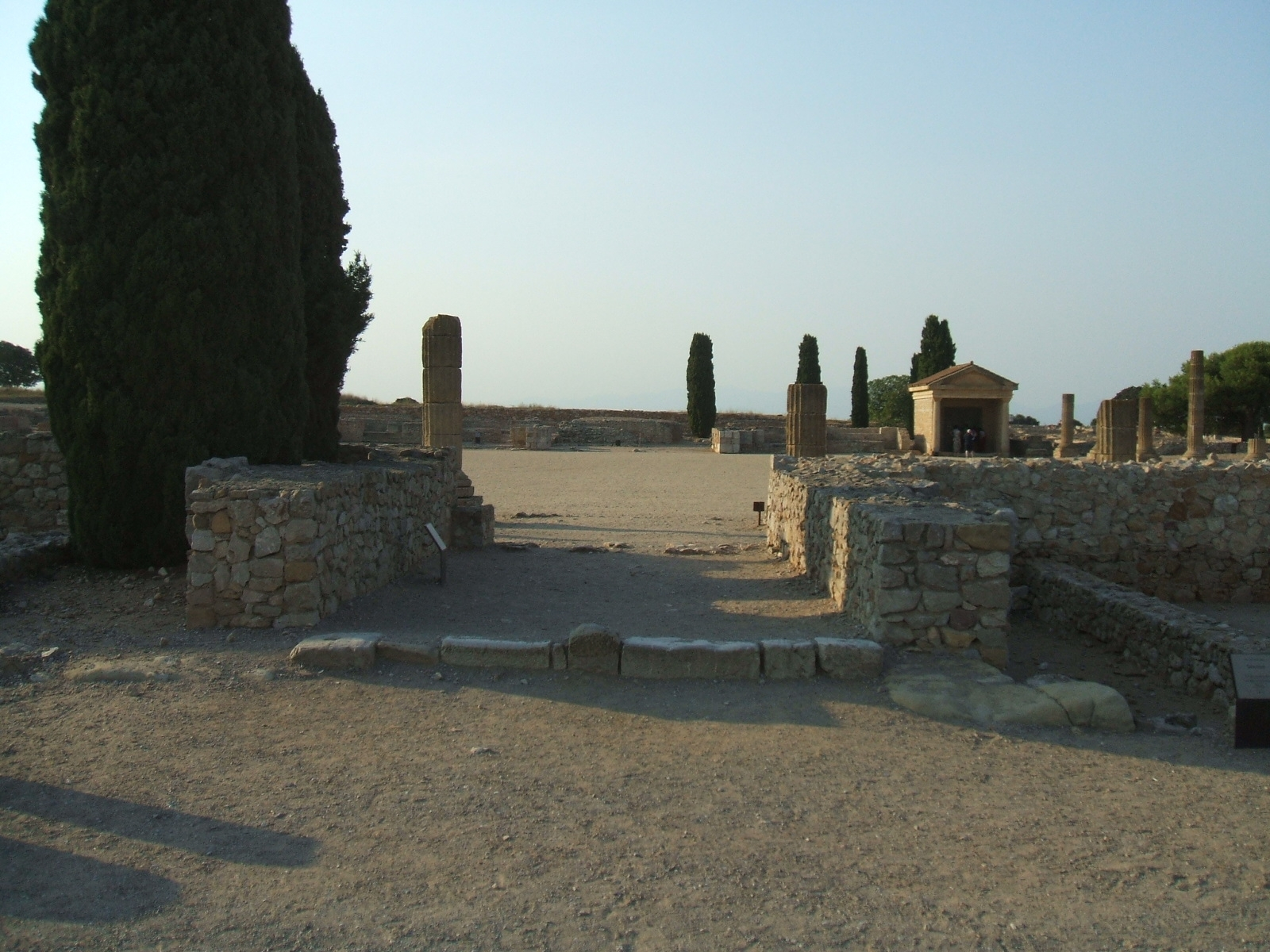
Le forum : vue vers le nord depuis le Cardo Maximus
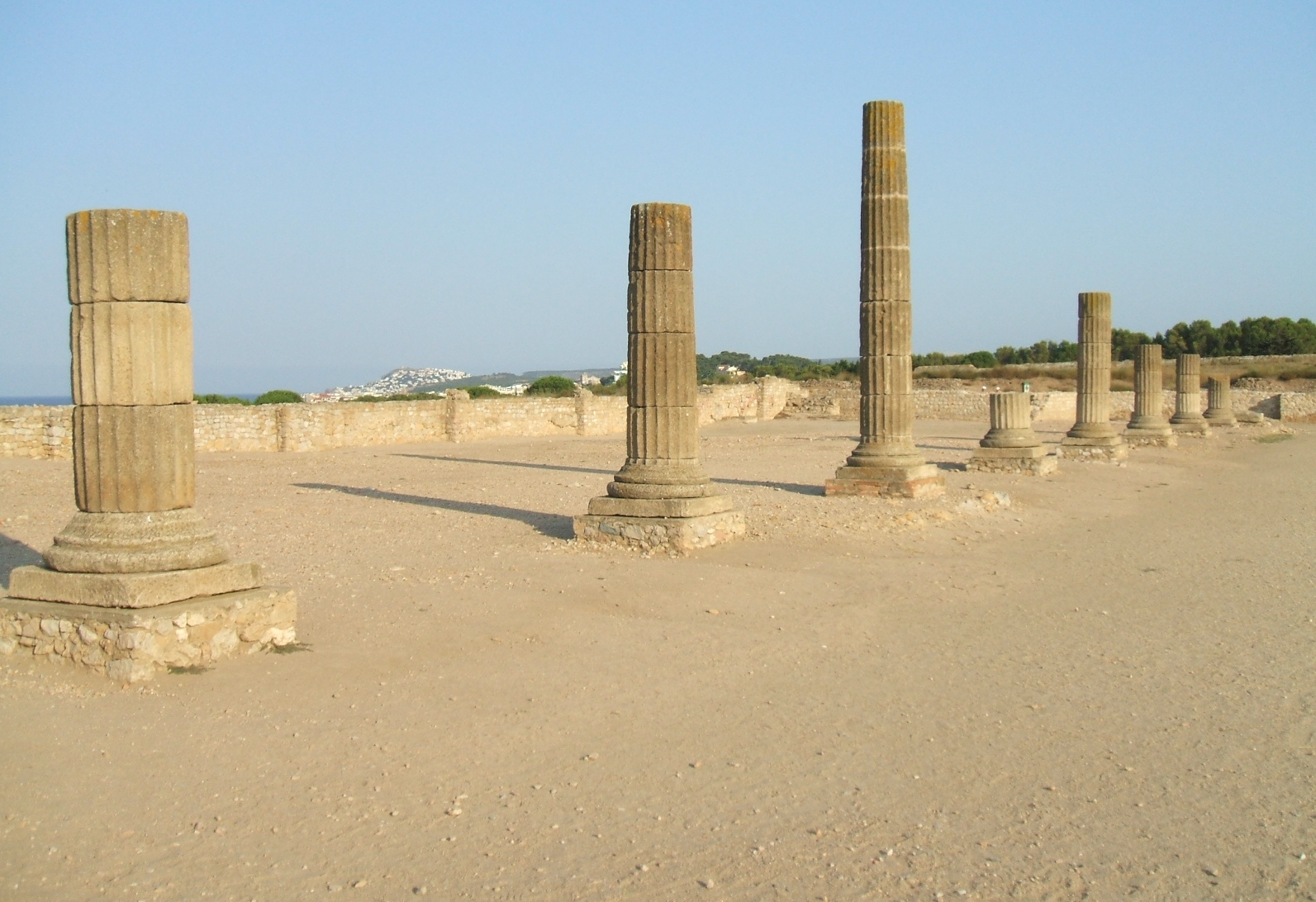
Angle sud-est du forum
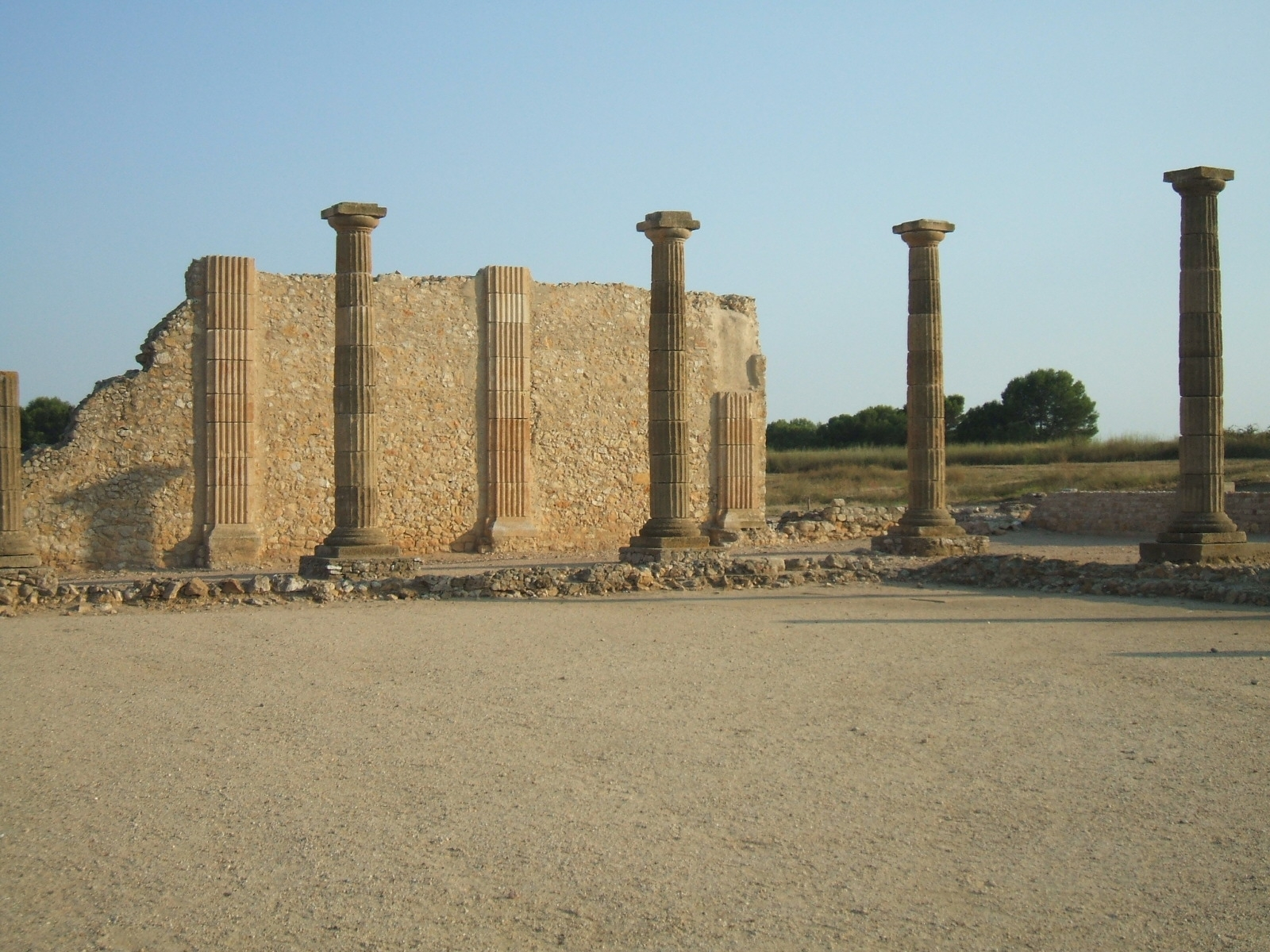
Angle sud-ouest du forum

#### Les domus et leurs mosaïques
Trois domus, luxueuses maisons urbaines, numérotées 1, 2A et 2B, ont été dégagées dans l'angle nord-est du forum.

On y voit de vastes pièces, avec de luxueuses mosaïques de sol à décors artistiques souvent polychromes.

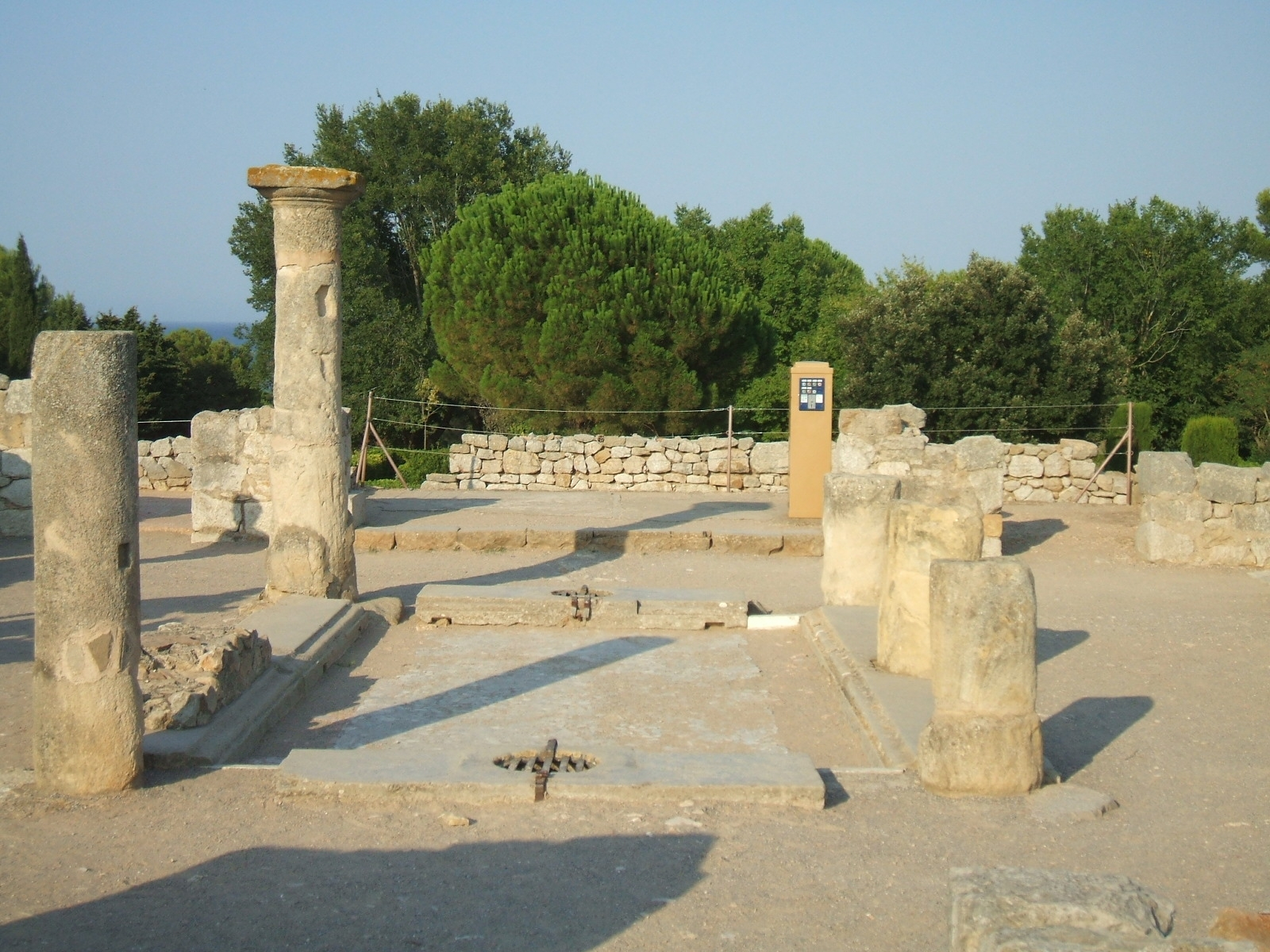
Domus 1 : l'atrium
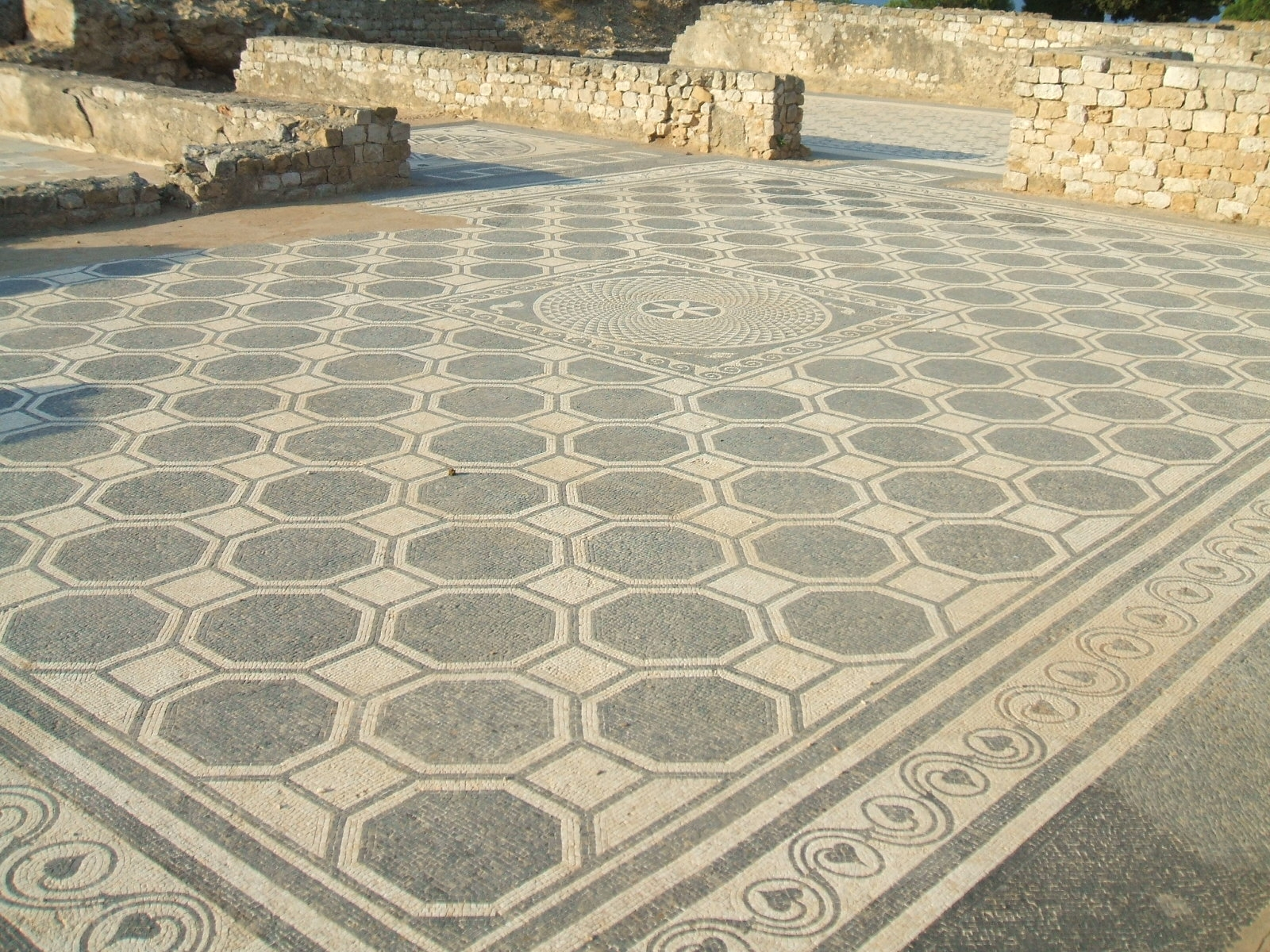
Domus 1 : mosaïques du secteur nord
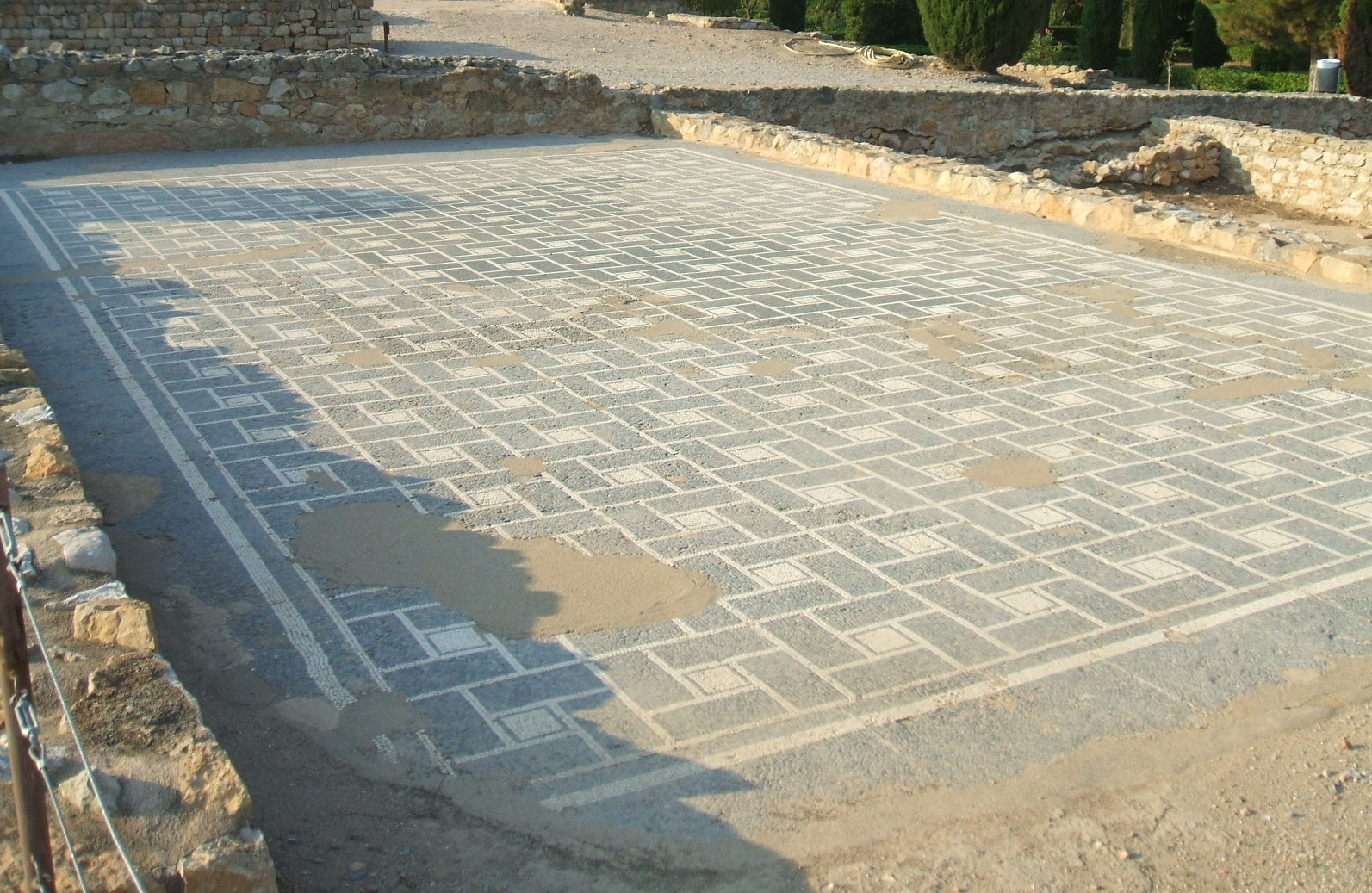
Domus 2A
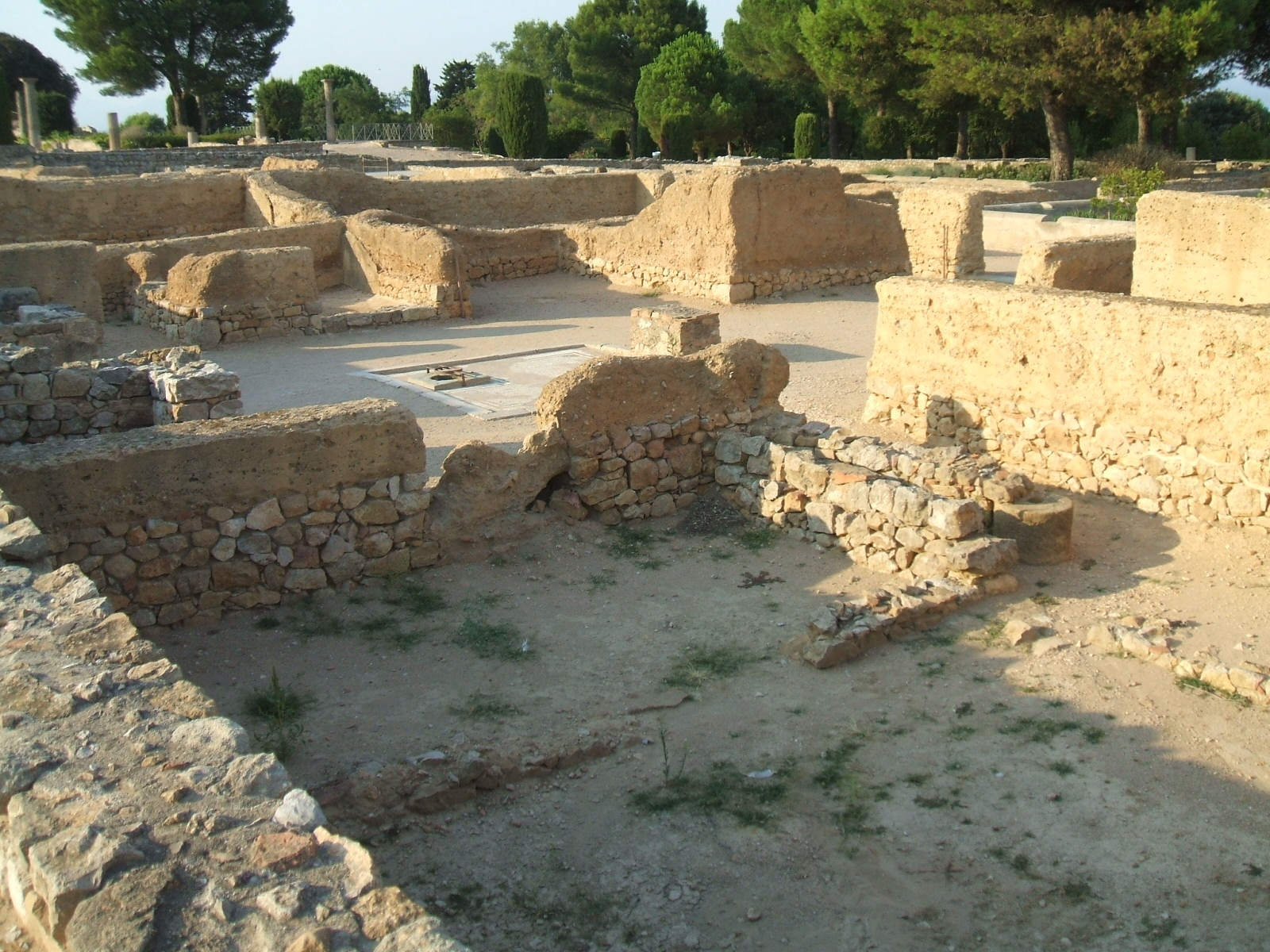
Domus 2B

#### Les thermes

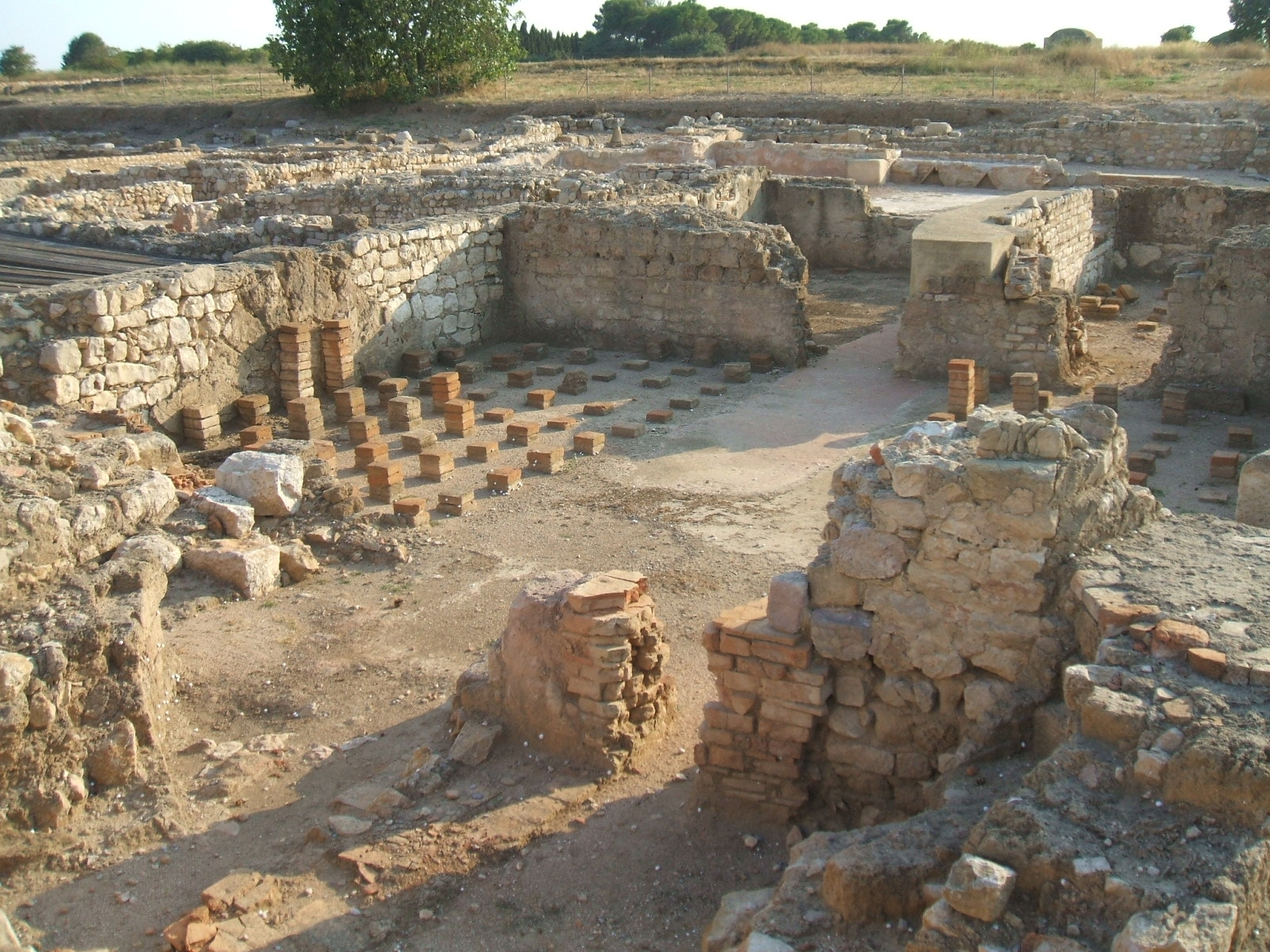
Les thermes.

Juste au nord-est du forum, les bains publics, datés du Ier et du IIe siècle, ont été dégagés.

### Le port antique

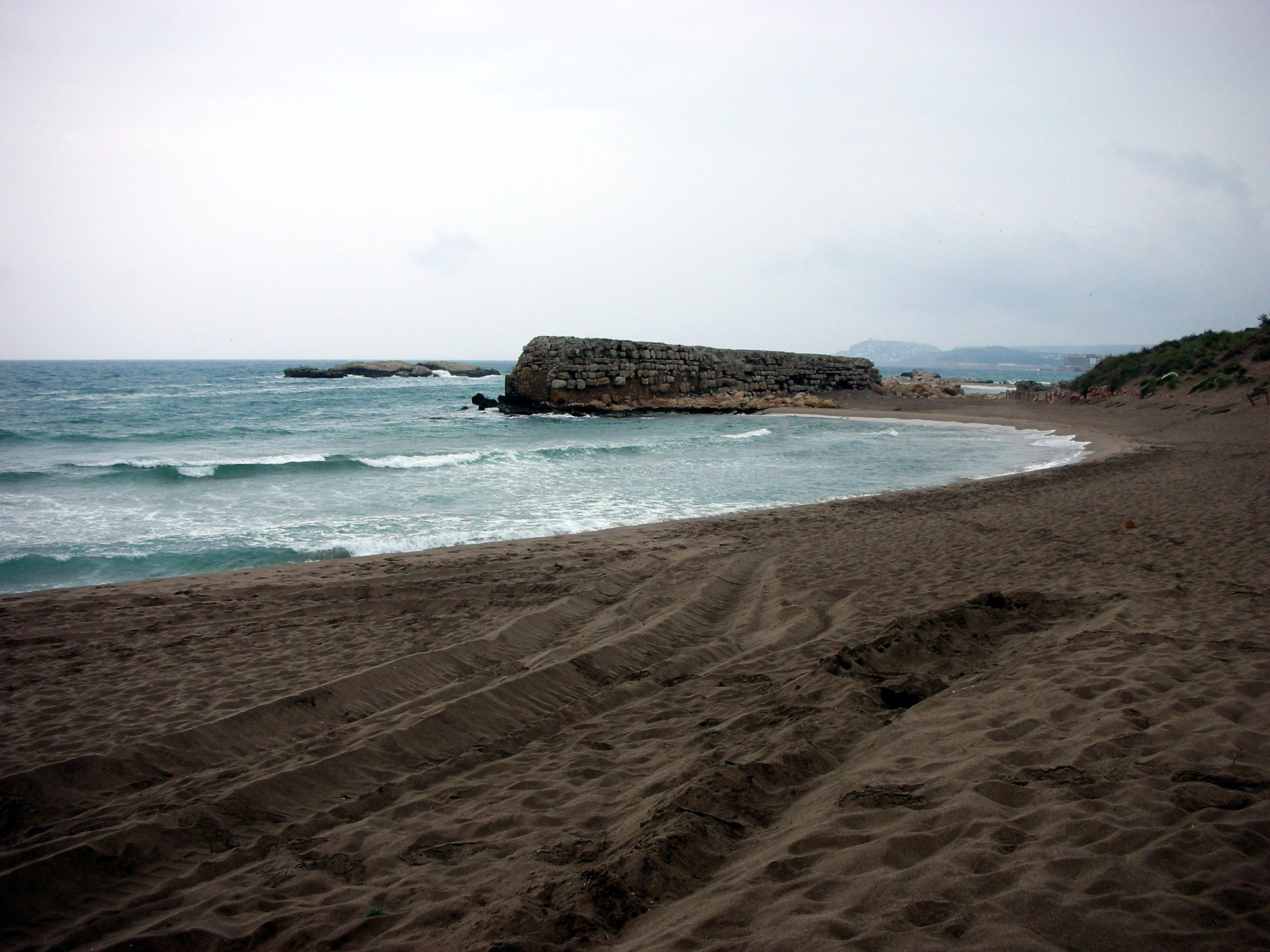
Môle du port antique ensablé.

Le port antique est situé entre les deux villes grecques. Il est totalement ensablé, mais présente un môle antique d'une longueur de 80 m environ (42° 08′ 12″ N, 3° 07′ 16″ E). Le môle est constitué d'un double parement en grand appareil (opus quadratum) avec remplissage en mortier (opus caementicium).
Du fait de la forte exposition du port aux houles d'Est, on peut imaginer la présence impérative d'un brise-lames pour protéger les quais du port. Selon J.M. De La Pena ce môle protégeait un canal reliant le « vieux port » (phocéen) au Nord et le « nouveau port » (romain) au Sud.
On distingue par ailleurs des restes submergés du port antique sur les photos aériennes.

### Autres vestiges

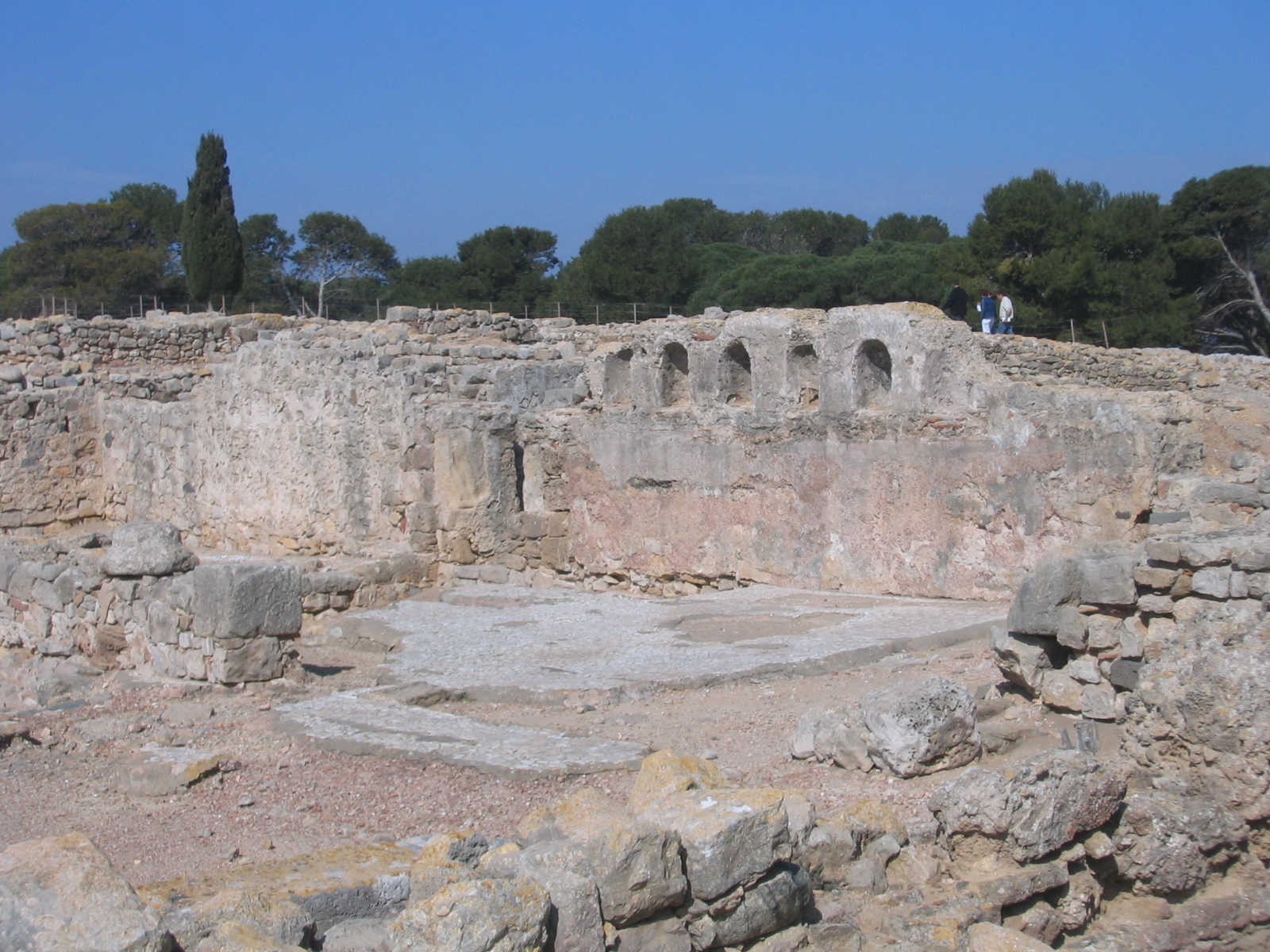
Basilique paléochrétienne.

Après l'occupation romaine furent construits des thermes et, plus tard, au  IVe siècle, sur la structure des thermes, une petite basilique paléochrétienne de plan rectangulaire, avec une abside, dédiée aux pratiques funéraires du cimetière chrétien qui l'entourait.

## Le musée archéologique

### Présentation

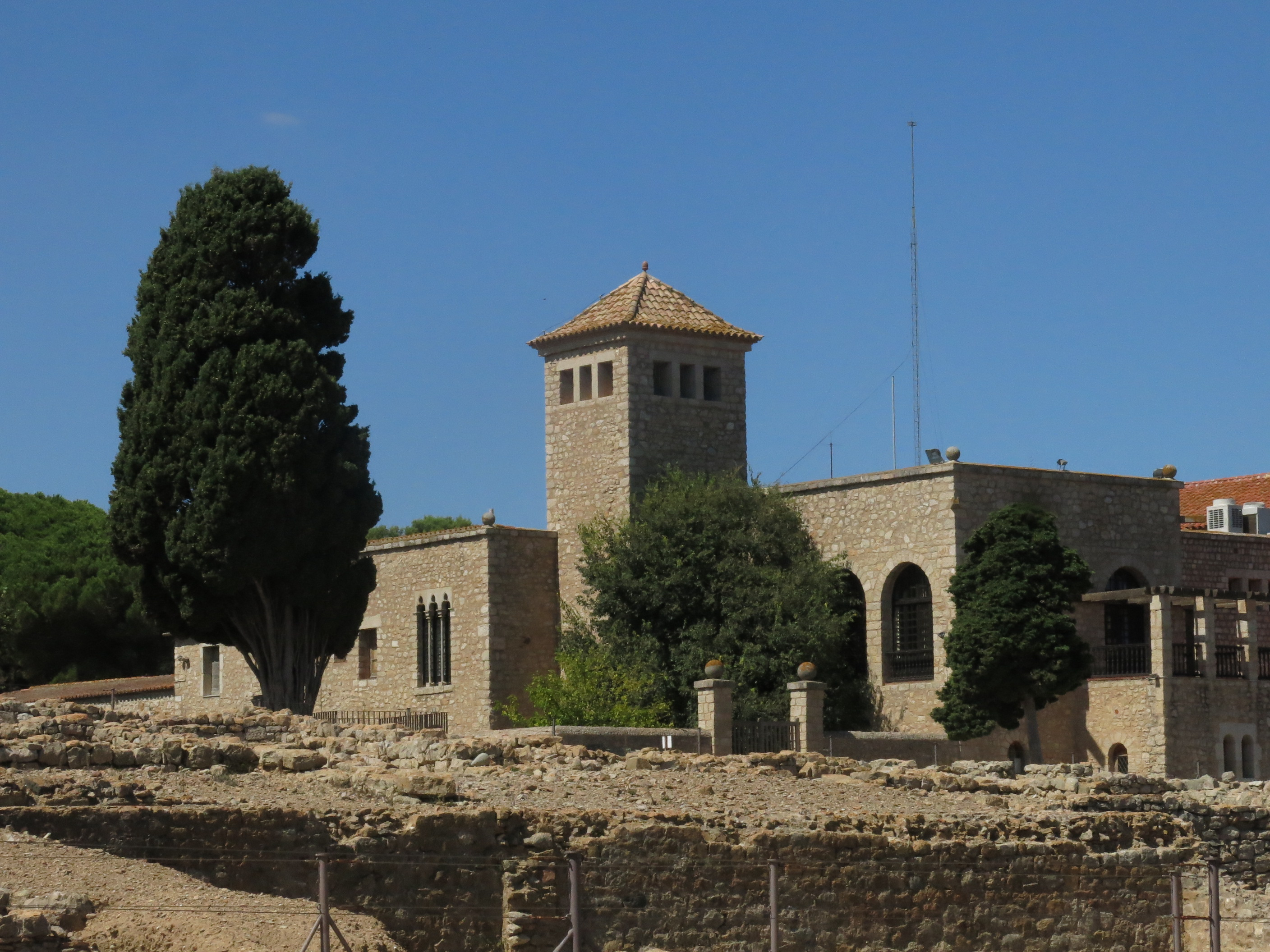
Musée archéologique d'Empúries

Le siège du musée d’archéologie de Catalogne à Empúries (MAC-Empúries) cherche à offrir au visiteur une expérience à la fois émouvante et enrichissante au contact direct des vestiges archéologiques. La visite de la ville grecque ―la seule à être conservée de toute la péninsule Ibérique ― et de la ville romaine est complétée par celle du musée, où l’on peut admirer des objets représentatifs de l’histoire du site. Ils ont été découverts au cours des plus de cent ans de fouilles menées à Empúries.

### Objets remarquables
Ensemble d’outils ibères en bronze

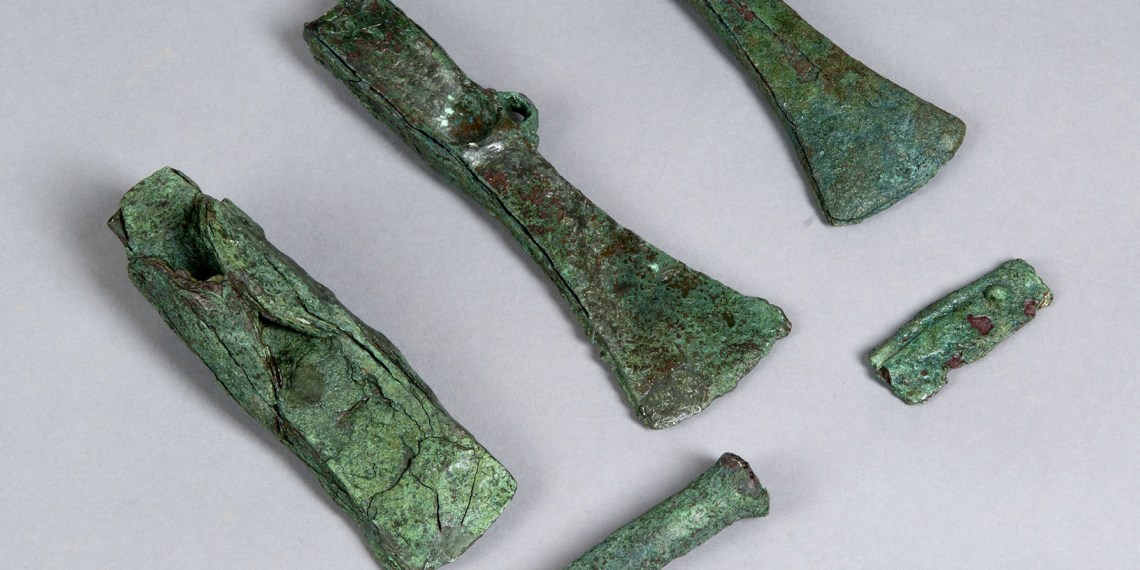
Outils ibères en bronze.

Cet ensemble a été découvert à Sant Martí d’Empúries en 1998. Les outils étaient regroupés et dissimulés par de la terre et des pierres dans une cavité de roche calcaire du sous-sol. On l’associe à l’occupation indigène du territoire pendant l’âge de bronze final, c’est-à-dire autour du IXe siècle av. J.-C. C’est à ce jour la découverte la plus ancienne jamais attestée. L’ensemble était formé de sept objets – certains entiers, d’autres en morceaux – destinés à être refondus pour en exploiter le métal. Les objets les plus significatifs sont des haches, un ciseau et un fragment d’une faux.
Pièces de monnaie fabriquées par l’atelier Untikesken d’Empúries.

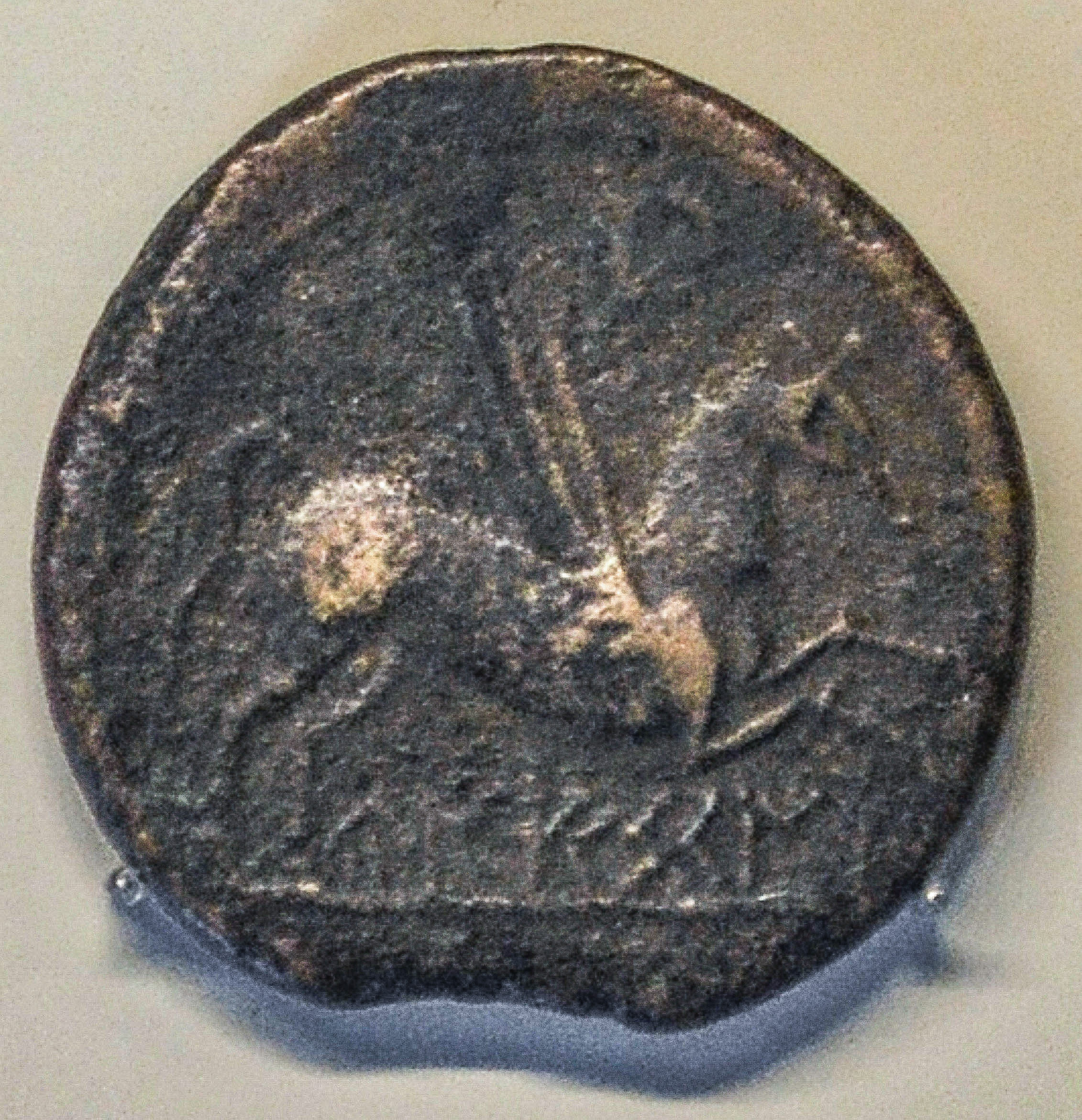
Monnaie de l’atelier Untikesken d’Empúries.

Les pièces de monnaie portant la légende ibère d’Untikesken renvoient à l’ethnie indigène qui habitait dans la ville et sur son territoire. Untikesken signifie donc « des Indigetes ». L’envers affiche la tête de la déesse Pallas Athéna coiffée d’un casque corinthien à la visière relevée, orné d’un grand panache. Le revers montre un cheval ailé, Pégase, à la tête modifiée. L’émission de ces pièces en bronze est le trait d’union entre les émissions de type grec et les civiques, à la légende en latin, qui datent de la création du municipe romain, sous Auguste.
Lettre commerciale grecque en plomb

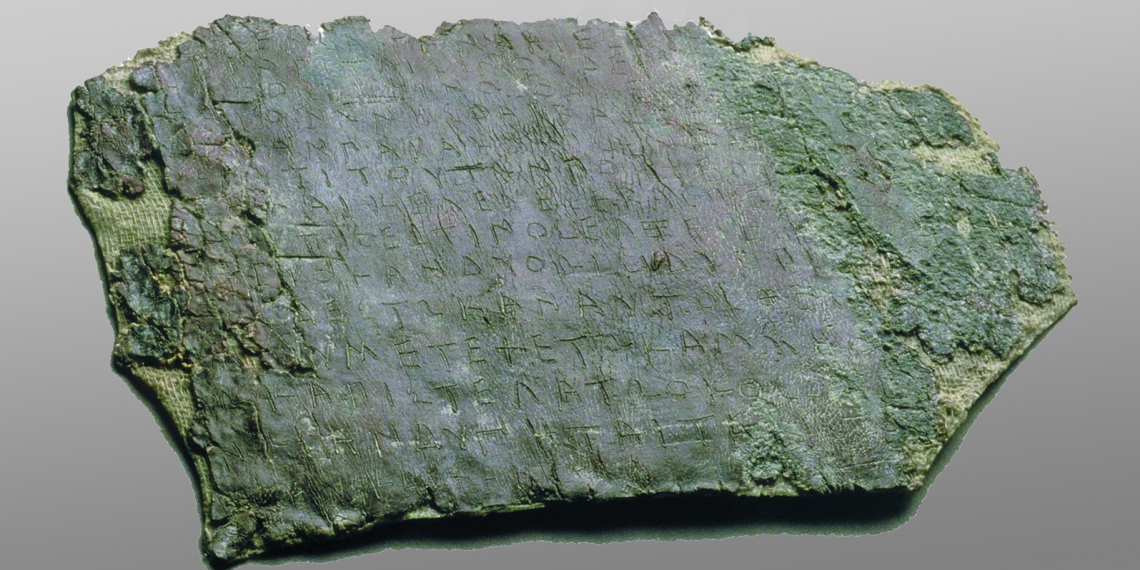
Lettre commerciale grecque sur plaque de plomb.

Une lettre commerciale grecque, écrite sur plaque de plomb, a été découverte enroulée pendant le chantier de fouilles de 1985, dans le secteur nord de la ville grecque, dans une habitation. Rectangulaire, elle présente deux côtés très abîmés, si bien qu’on ignore la longueur exacte des lignes. En revanche, la partie centrale se lit très bien. Sa lecture permet d’affirmer qu’il s’agit d’une lettre privée dans laquelle un commerçant de langue ionnienne – de Phocée ou de l’une de ses colonies – commande l’achat et le transport de certaines marchandises.
Cratère attique à figures rouges

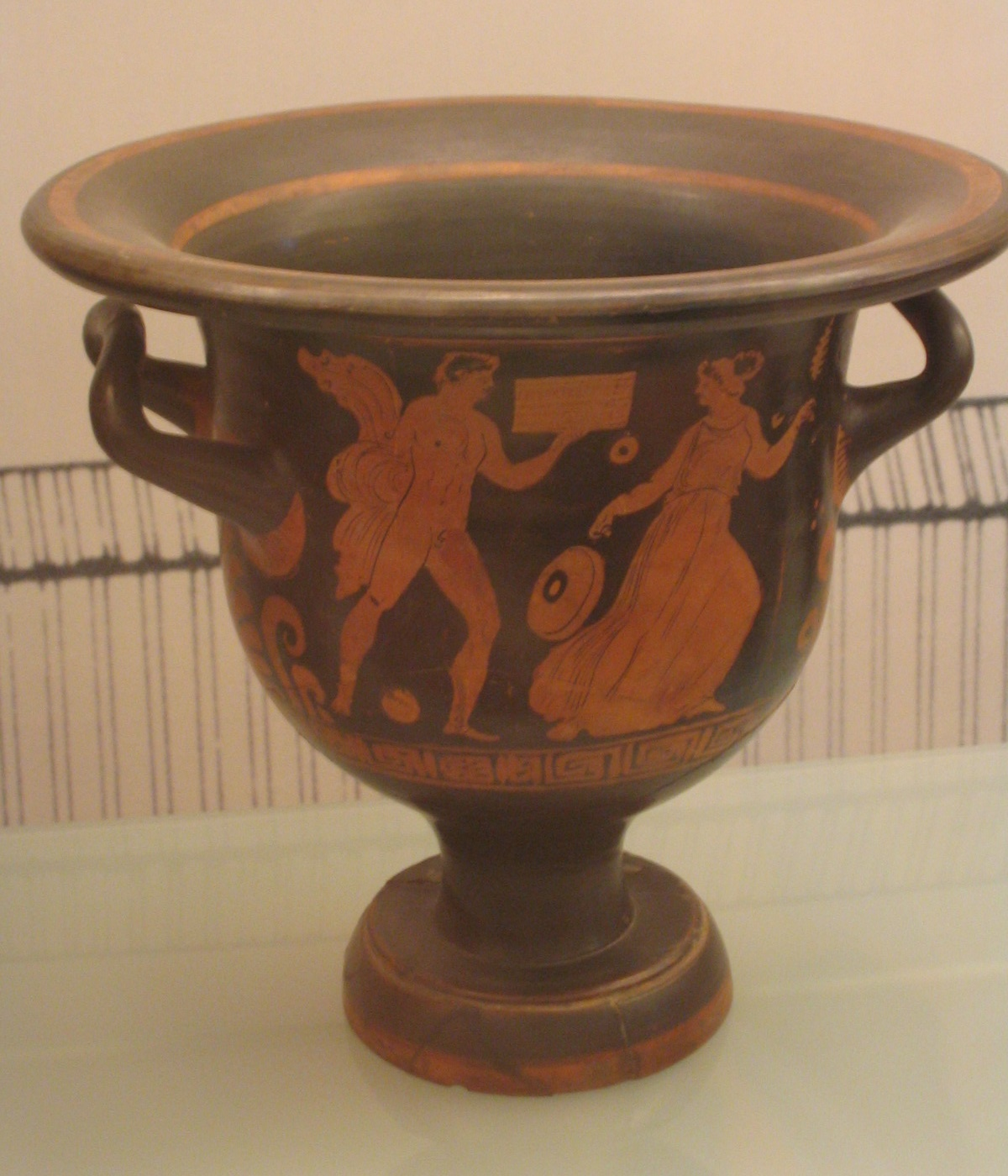
Grand cratère grec à figures rouges du IVe siècle, montrant une ménade poursuivie par un satyre.

Cratère à colonnettes en céramique attique à figures rouges attribué au peintre dit d’Agrigent (460-450 av. J.-C.). Les Grecs se servaient de ce type de récipient pour mélanger le vin avec de l’eau avant de le servir, car ils ne le buvaient jamais pur. Cet exemplaire, fabriqué dans les ateliers de céramique d’Athènes, est arrivé à Emporion par voie maritime. D’une grande qualité artistique, il présente de nombreux détails décoratifs. Remarquez sa décoration figurative centrale, avec une scène sur chaque face.
Boulanger en terre cuite
Statuette en terre cuite découverte dans la nécropole sud de la ville grecque d’Empúries. Elle représente un boulanger assis sur un tabouret. De sa main droite, il tient le manche d’une pelle à enfourner ronde qu’il appuie sur son bras gauche. La pelle contient cinq petits pains ronds et un petit pain long qui conservent des traces de peinture blanche. On distingue les yeux, le nez et la bouche du personnage. Ses cheveux sont peints en noir. Il a perdu une oreille et conserve des traces de peinture rouge sur les pieds et sur son tablier. Ce type de statuettes est typique du monde grec. Elles représentent généralement des scènes de genre.
Mosaïque représentant le sacrifice d’Iphigénie

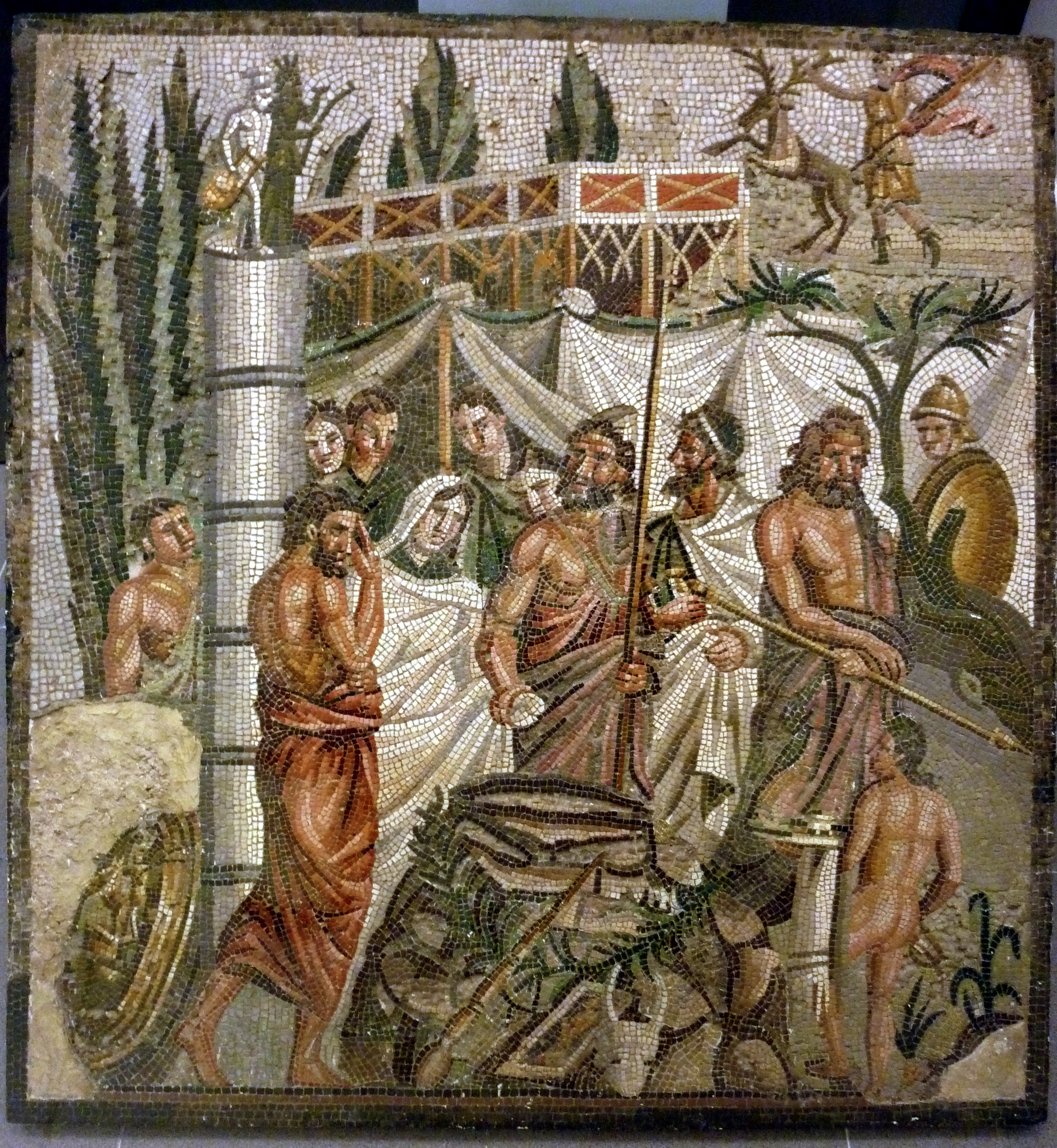
Sacrifice d'Iphigénie.

Cette mosaïque a été découverte en 1849 dans une maison de la ville romaine qui n’a pas encore fait l’objet de fouilles. Elle décorait la partie centrale d’une des salles destinées aux banquets (triclinium). Formée de minuscules tesselles de couleur (opus vermiculatum) permettant d’obtenir une qualité picturale, elle a été exécutée dans un atelier de la Méditerranée orientale. Elle est datée du Ier siècle av. J.-C. environ. Elle reproduit une peinture grecque du IVe siècle av. J.-C., qui représente la mise en scène théâtrale du mythe du sacrifice d’Iphigénie, d’après une tragédie d’Euripide Iphigénie à Aulis.
Inscription romaine en bronze
Inscription découverte en 1974 dans l’ambulacrum ouest du forum romain d’Empúries, centre civique de la ville, où étaient rassemblés les principaux organes et édifices administratifs, judiciaires et religieux. Elle couvre une plaque de bronze fragmentée (il manque la partie d’en bas) encadrée d’une moulure décorée. Dédiée à Lucius Minicius Rufus, important personnage de l’Empúries romaine qui exerça plusieurs magistratures municipales, cette inscription dit : « À Lucius Minicius Rufus, fils de Lucius, édile, duumvir, questeur, prêtre de Rome et d’Auguste, Lucius Minicius Rufus...».
Autel au coq

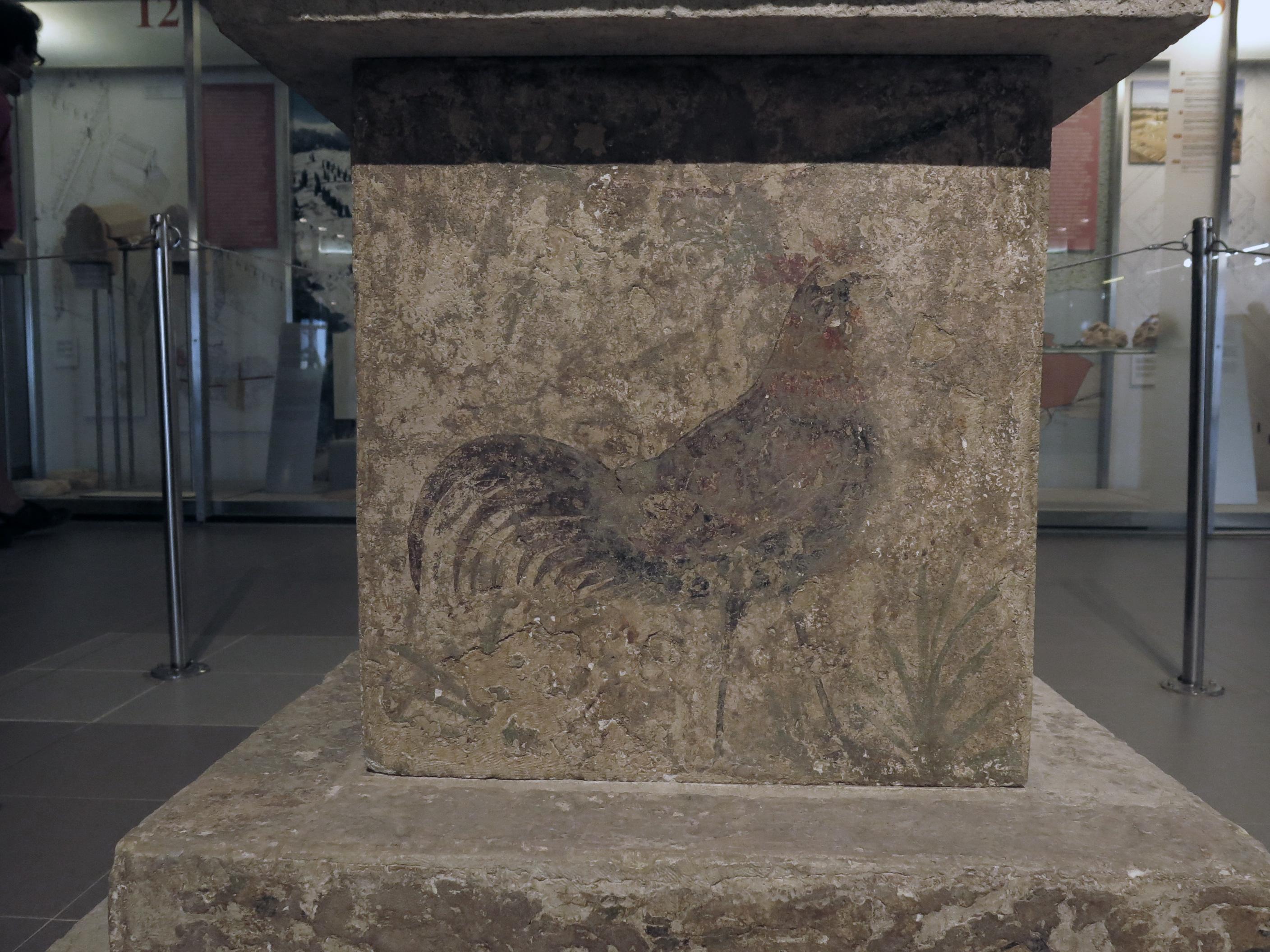
Autel au coq.

Autel domestique découvert en 1956 pendant le chantier de fouilles d’une maison romaine d’Empúries. Le support de l’autel, resté sur place, était en maçonnerie enduite de chaux et peinte. La peinture a été décollée et posée sur un nouveau support, de façon à pouvoir être exposée au musée. La décoration de l’autel présente des motifs peints, dont un coq, deux serpents enroulés et des guirlandes vertes à fruits rouges. Cet autel était destiné au culte domestique. Les offrandes qu’on y faisait pendant les festivités servaient à honorer la phase reproductive et fertile de la vie.
Pierre tombale en mosaïque

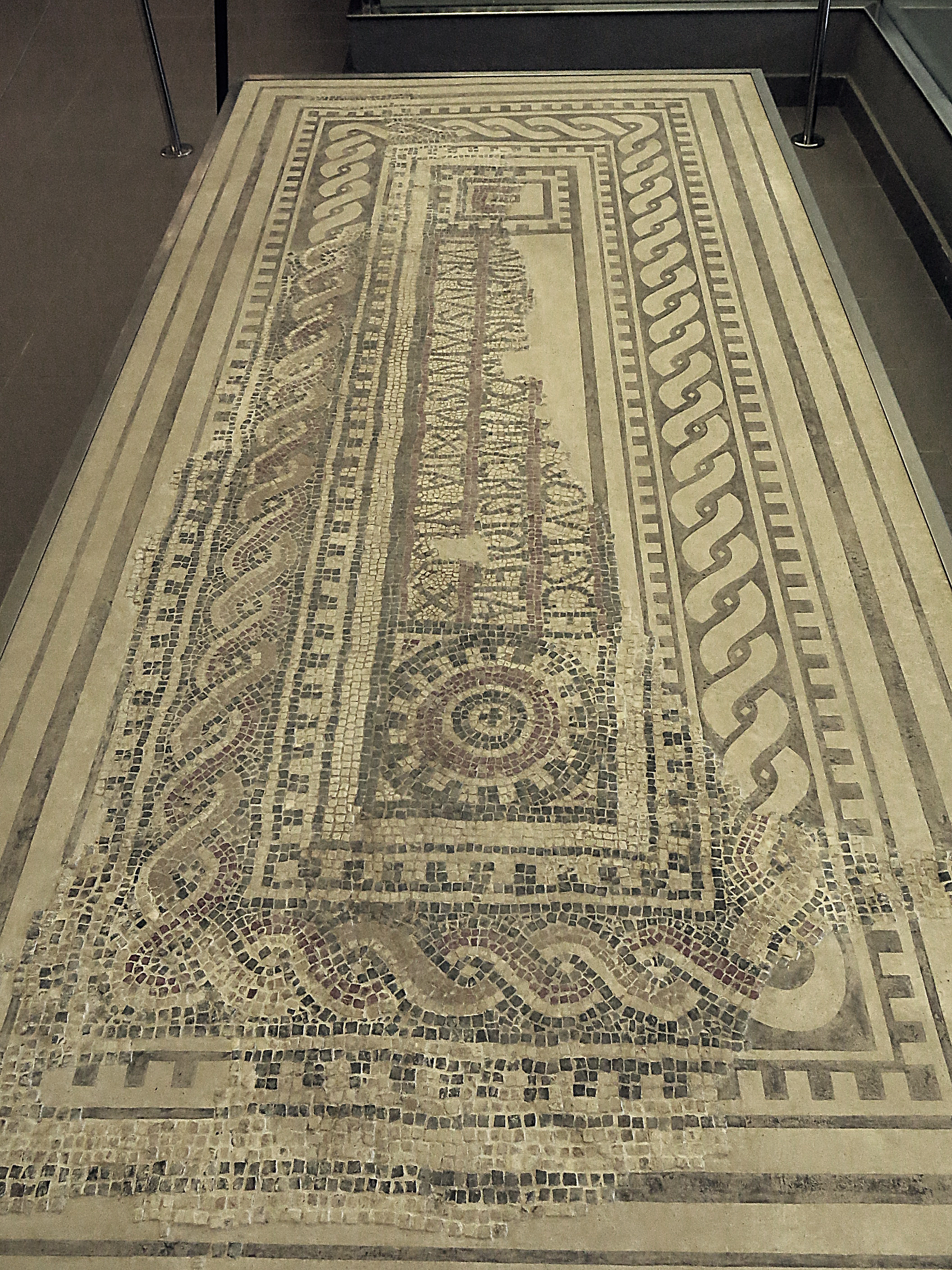
Pierre tombale en mosaïque avec inscription latine.

Pierre tombale datée du premier quart du Ve siècle. Elle a été trouvée dans l’église médiévale Santa Margarida (hors des remparts des anciennes villes grecque et romaine d’Empúries). Elle faisait partie d’une riche tombe constituée d’un sarcophage rectangulaire lui aussi en pierre, surmonté d’un toit de pierre à double versant, taillé directement dans la roche naturelle. La tombe fut scellée par cette pierre tombale polychrome en mosaïque. Au centre figure une inscription funéraire chrétienne sur trois lignes : « [...] évêque (?), [ici] repose. Que fleurisse l’esprit qui a sa joie dans le Christ. Il vécut environ soixante ans ».
Statue grecque d’Asclépios

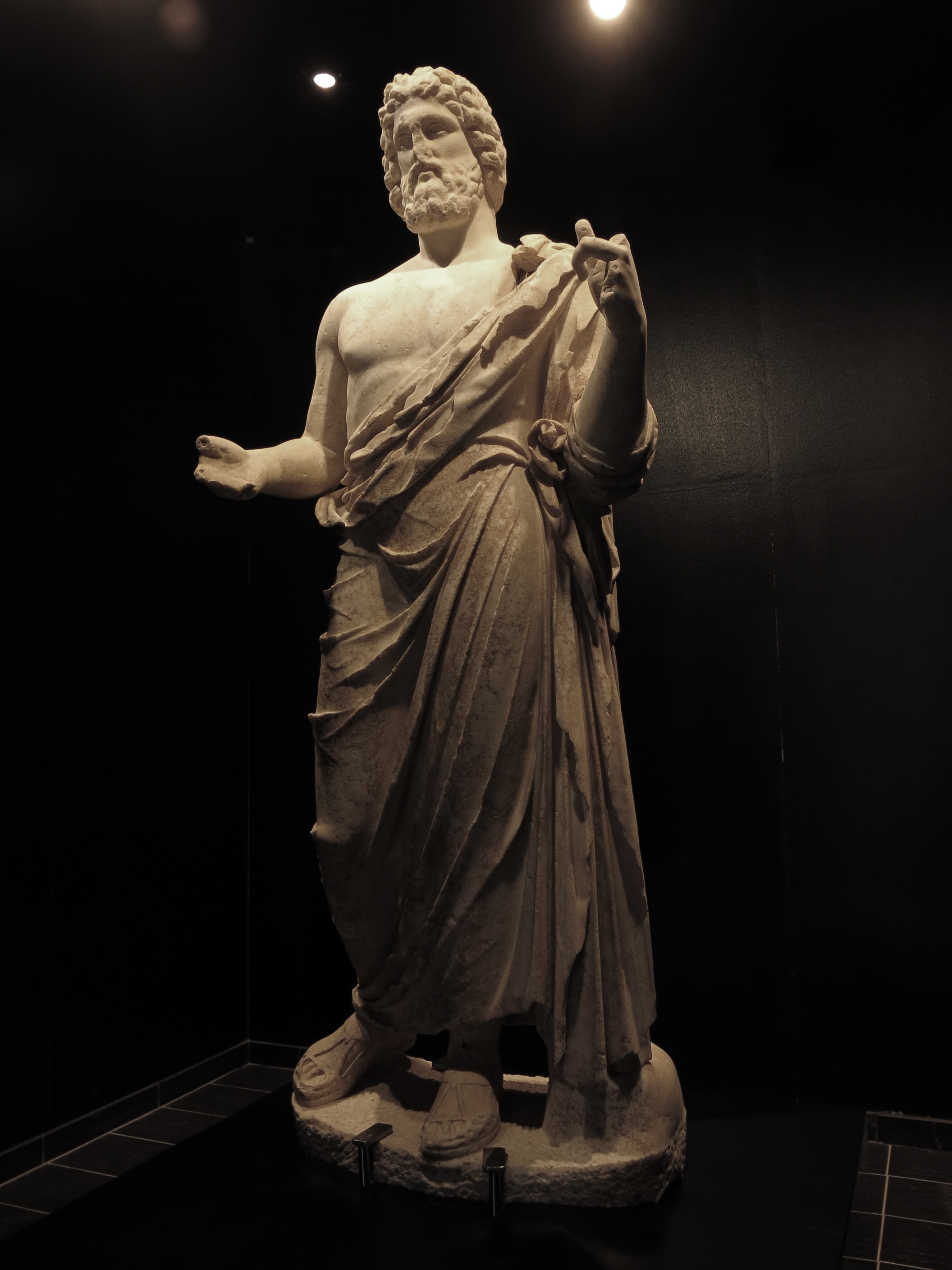
Statue d'Asclépios.

Statue de marbre représentant une divinité masculine portant la barbe et un manteau, traditionnellement associée à Asclépios (Esculape à Rome), le dieu grec de la médecine. Elle a été sculptée en deux parties rassemblées au niveau du torse. Elle provient d’un atelier hellénistique de la Méditerranée orientale et a dû arriver à Emporion à la fin du IIe siècle av. J.-C. Les différentes parties de la statue ont été découvertes à Empúries en 1909, sur la terrasse supérieure des sanctuaires situés au sud de la ville grecque. Ses caractéristiques iconographiques et le fait que des morceaux de la représentation d’un serpent aient été découverts à côté ont contribué à ce qu’elle soit associée au dieu grec Asclépios.
Kernos grec

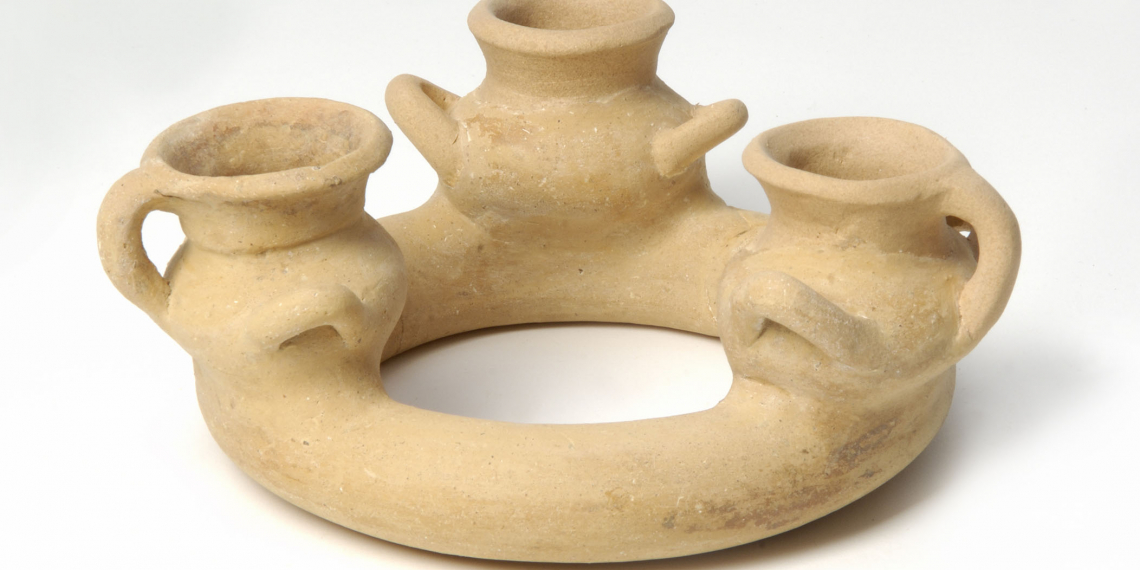
Kernos d'Empúries

Vase grec à offrandes du Ve siècle av. J.-C. découvert en 2008 dans le quartier portuaire de la ville grecque. Il est constitué d’une base en céramique en forme d’anneau creux à laquelle sont accrochés plusieurs petits vases destinés à recevoir les offrandes. Ces vases servaient à faire des libations avec des liquides qui pouvaient être du vin, de l’huile, du lait ou du miel, selon les disponibilités et aussi selon la divinité à laquelle elles s’adressaient. La découverte de nombreux kernoi dans ce secteur d’Emporion permet de supposer l’existence d’un lieu de culte probablement lié à l’activité maritime ou aux cultes de divinités féminines telles Déméter et Coré.

### Expositions
Le Musée archéologique de Catalogne-Empúries a organisé du 18 octobre 2017 au 7 janvier 2018 une rétrospective inédite des mosaïques du site d'Empúries sous le nom de : "Antiqua Pavimenta : Mosaics i Paviments d’Empúries". L'exposition aborde les différents types de mosaïques existantes, grecques et romaines, leurs techniques de construction, leurs décors, leur situation dans l'espace domestique ou public. Est traitée également la question de la conservation des pavements du début des fouilles au XXe siècle jusqu'aux dernières restaurations des emblemata, ces petits tableaux aux tesselles très fines censés s'insérer au milieu des grands pavements.

## Protection
Le site d'Empúries fait l’objet d’un classement en Espagne en tant que zone archéologique au titre de bien d'intérêt culturel depuis le 3 juin 1931 sous le n° de référence RI-55-0000023.
Il fait également l’objet d’un classement en Catalogne en tant que zone archéologique au titre de bien culturel d'intérêt national depuis le 3 juin 1931 sous le n° de référence 2027-ZA.